# Liste de constructeurs automobiles chinois
 (novembre 2023).
La mise en forme du texte ne suit pas les recommandations de Wikipédia : il faut le « wikifier ».
Les points d'amélioration suivants sont les cas les plus fréquents. Le détail des points à revoir est peut-être précisé sur la page de discussion.
- Les titres sont pré-formatés par le logiciel. Ils ne sont ni en capitales, ni en gras.
- Le texte ne doit pas être écrit en capitales (les noms de famille non plus), ni en gras, ni en italique, ni en « petit »…
- Le gras n'est utilisé que pour surligner le titre de l'article dans l'introduction, une seule fois.
- L'italique est rarement utilisé : mots en langue étrangère, titres d'œuvres, noms de bateaux, etc.
- Les citations ne sont pas en italique mais en corps de texte normal. Elles sont entourées par des guillemets français : « et ».
- Les listes à puces sont à éviter, des paragraphes rédigés étant largement préférés. Les tableaux sont à réserver à la présentation de données structurées (résultats, etc.).
- Les appels de note de bas de page (petits chiffres en exposant, introduits par l'outil «  Source ») sont à placer entre la fin de phrase et le point final[comme ça].
- Les liens internes (vers d'autres articles de Wikipédia) sont à choisir avec parcimonie. Créez des liens vers des articles approfondissant le sujet. Les termes génériques sans rapport avec le sujet sont à éviter, ainsi que les répétitions de liens vers un même terme.
- Les liens externes sont à placer uniquement dans une section « Liens externes », à la fin de l'article. Ces liens sont à choisir avec parcimonie suivant les règles définies. Si un lien sert de source à l'article, son insertion dans le texte est à faire par les notes de bas de page.
- La présentation des références doit suivre les conventions bibliographiques. Il est recommandé d'utiliser les modèles {{Ouvrage}}, {{Chapitre}}, {{Article}}, {{Lien web}} et/ou {{Bibliographie}}. Le mode d'édition visuel peut mettre en forme automatiquement les références.
- Insérer une infobox (cadre d'informations à droite) n'est pas obligatoire pour parachever la mise en page.

Pour une aide détaillée, merci de consulter Aide:Wikification.
Si vous pensez que ces points ont été résolus, vous pouvez retirer ce bandeau et améliorer la mise en forme d'un autre article.
Cette page recense les constructeurs automobiles actuels et disparus de Chine.

## Liste des entreprises automobiles chinoises par popularité

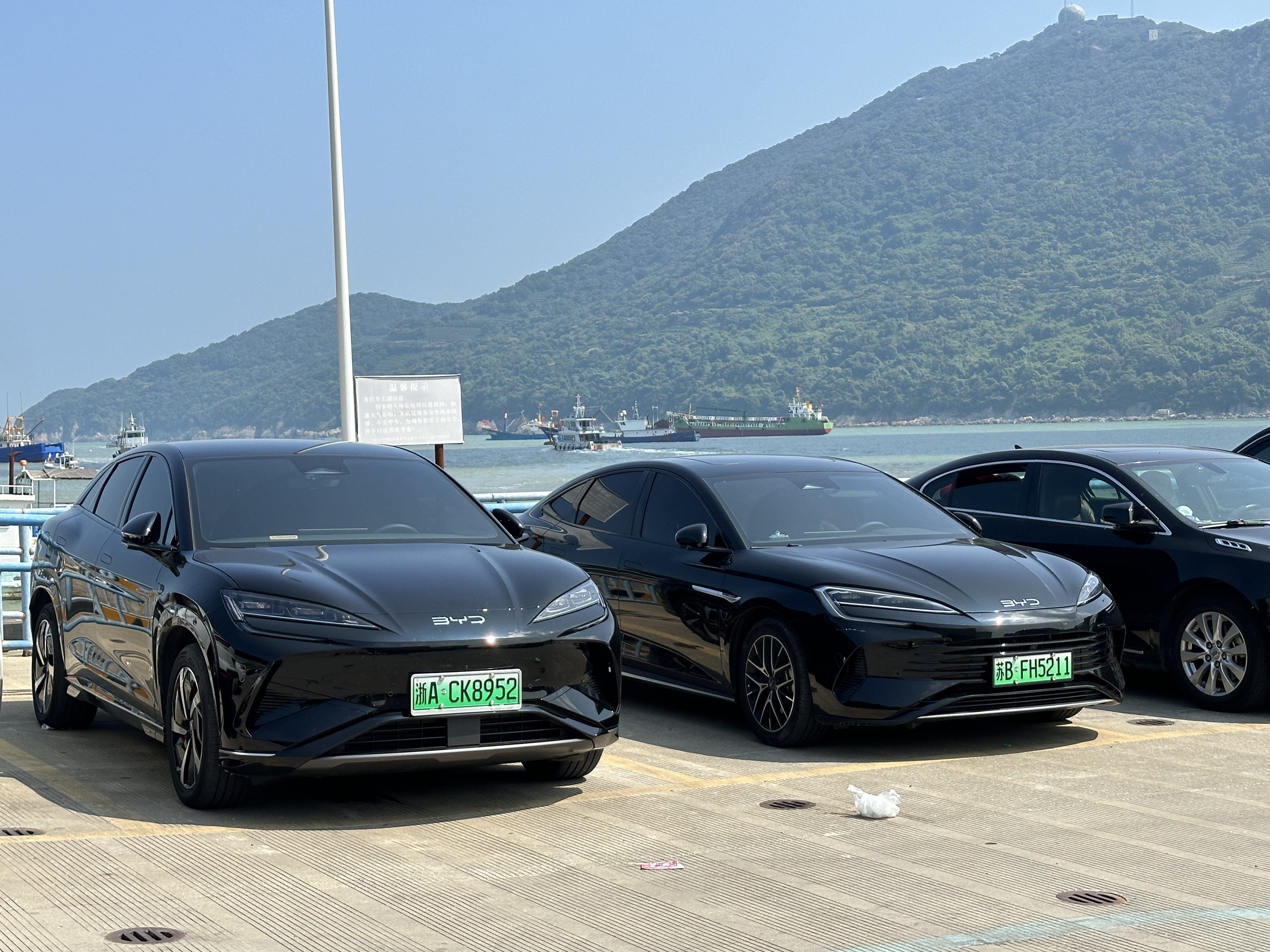
BYD ELECTRIC CARS

BYD OLD LOGO

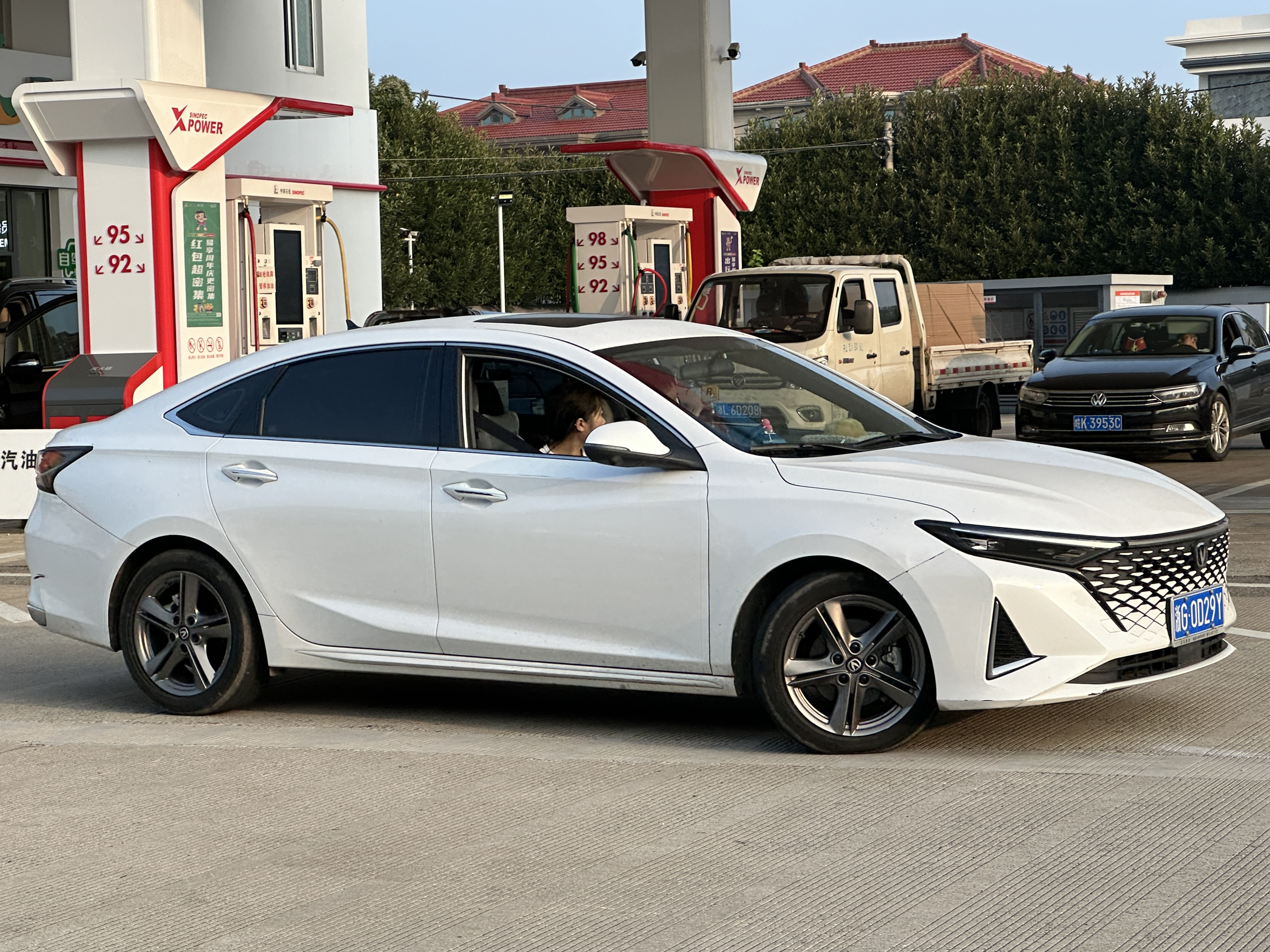
Changan Raeton Plus

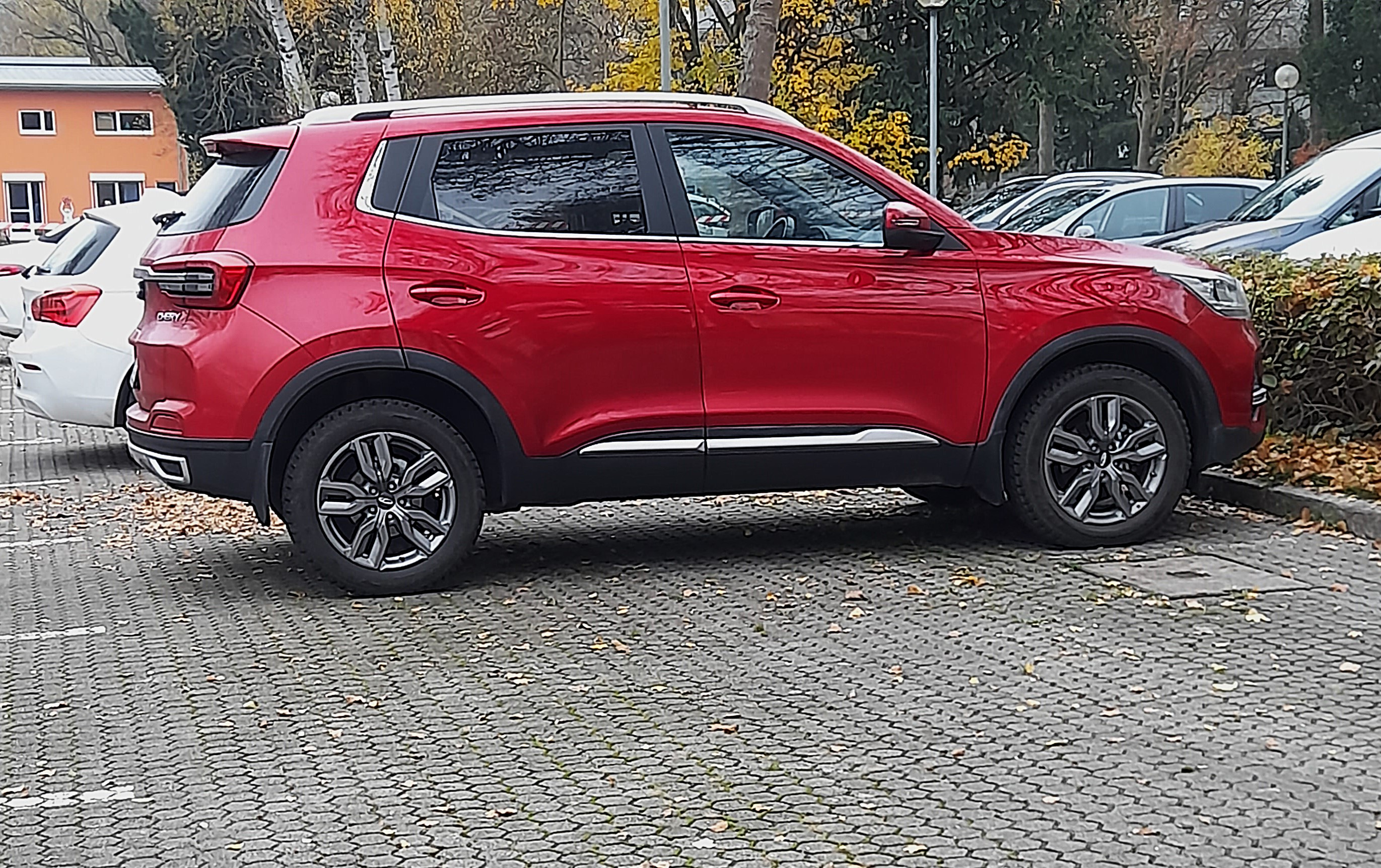
CHERY TIGGO 4 PERLISAGE

Chery logo

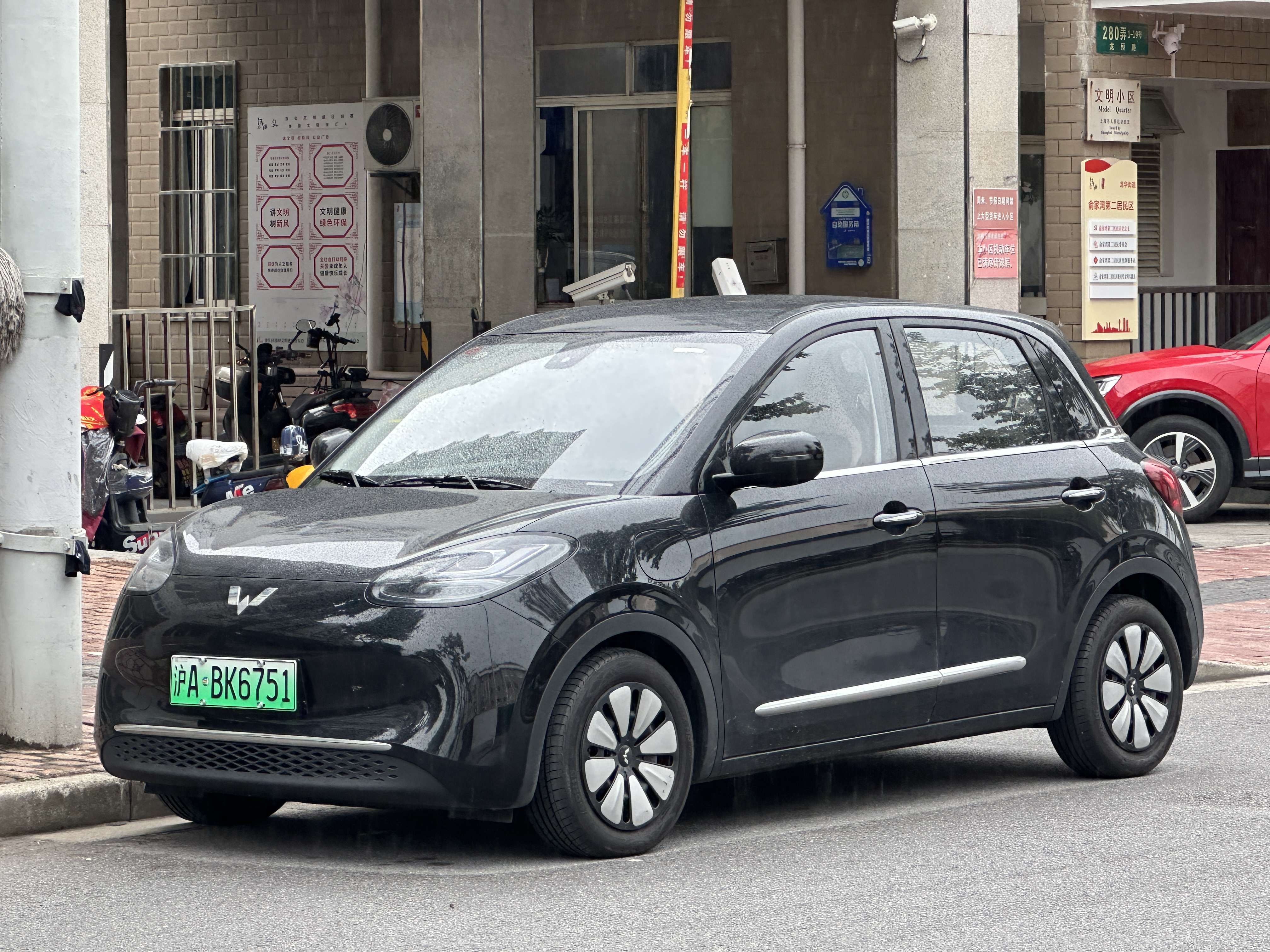
Wuling bingo

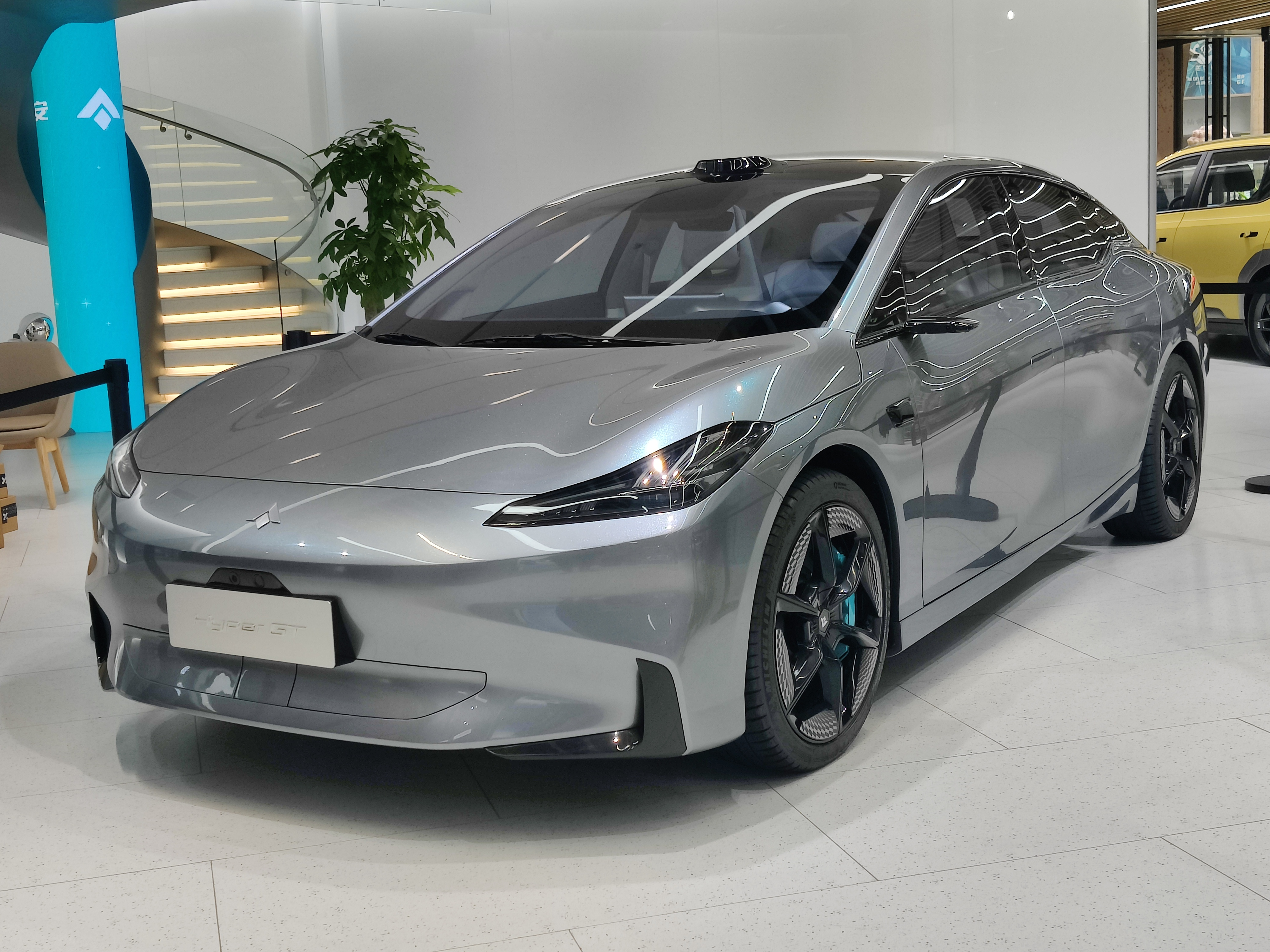
Aion Hyper GT

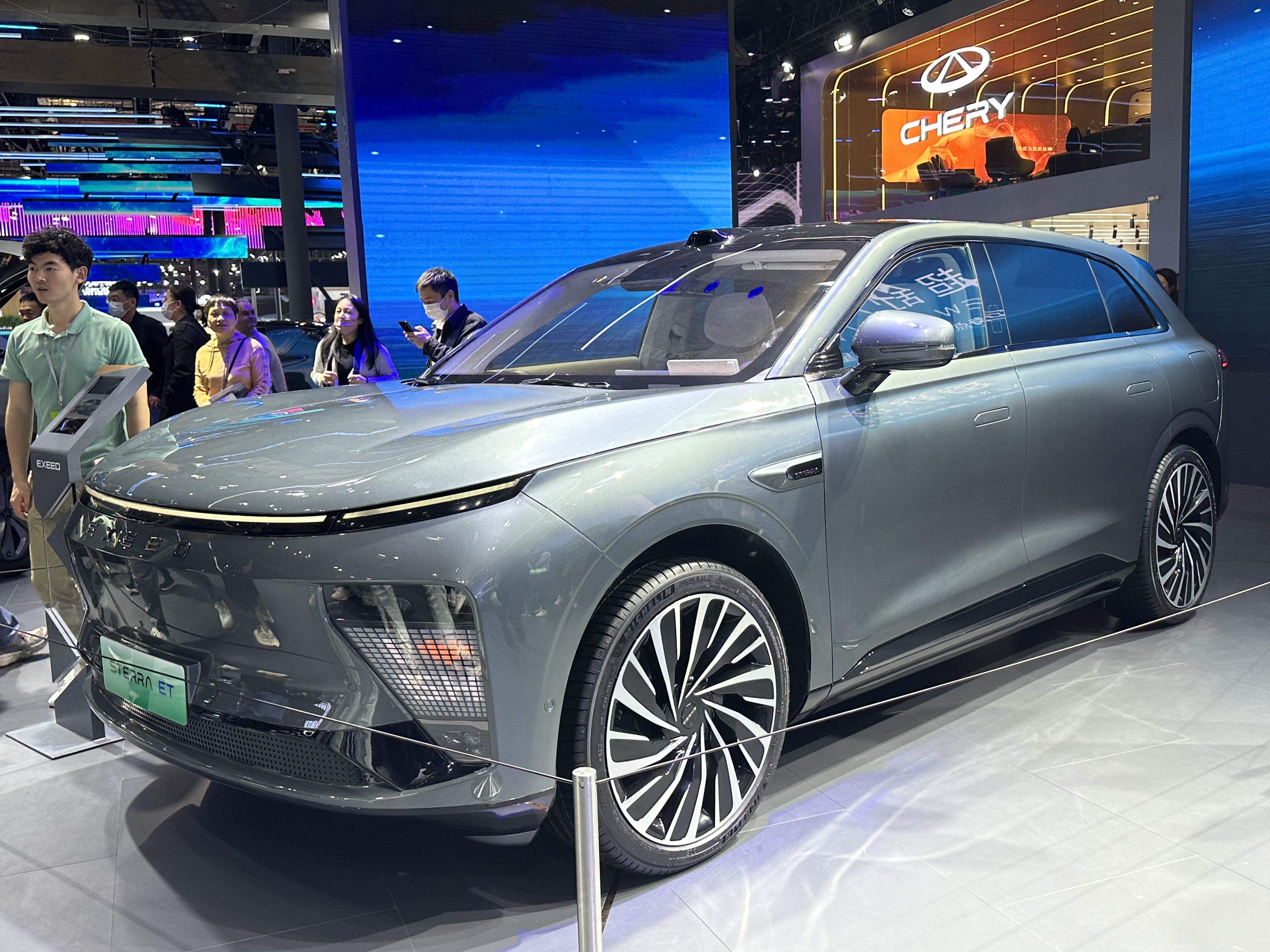
Exeed Sterra ET

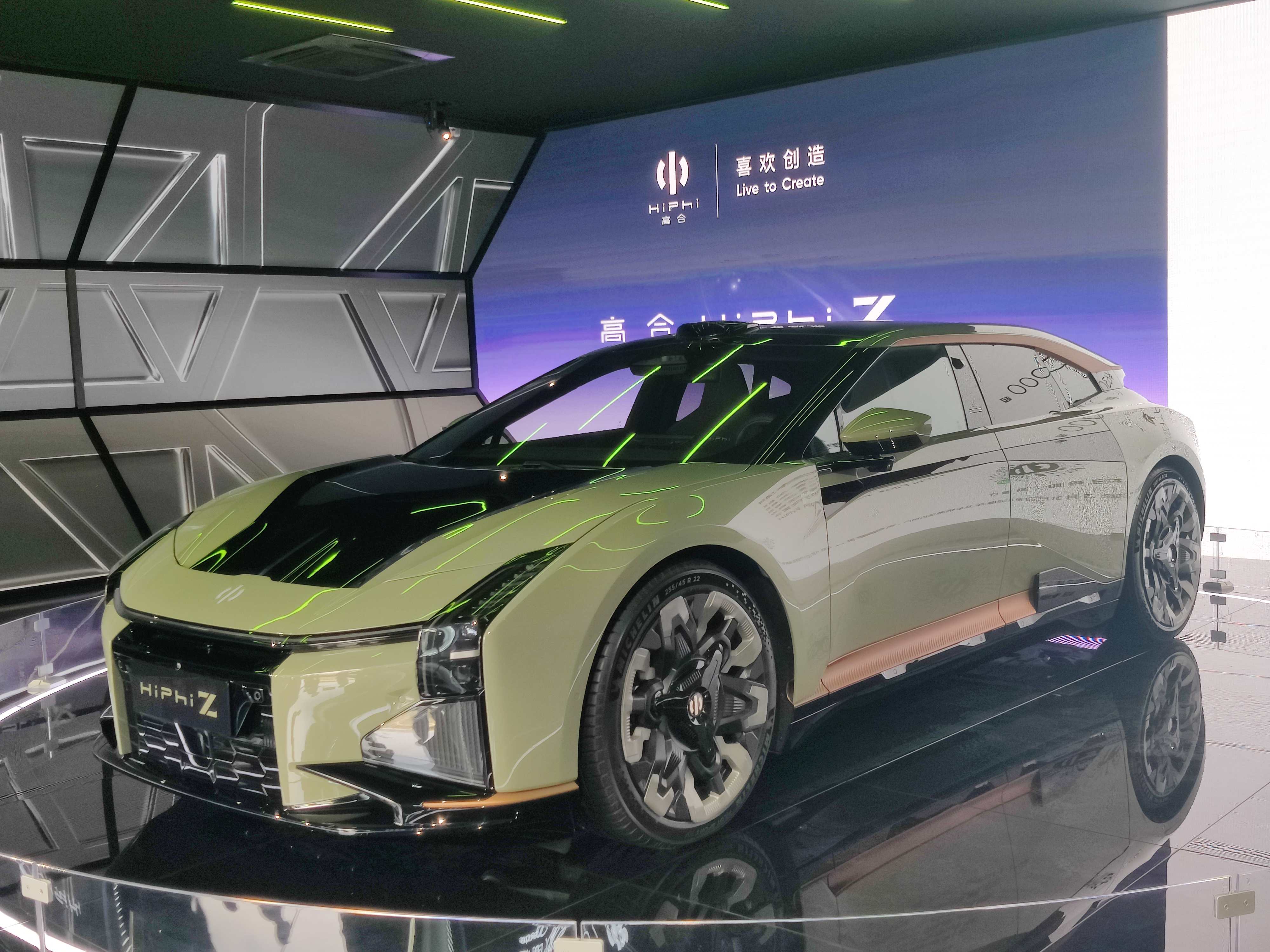
HiPhi Z

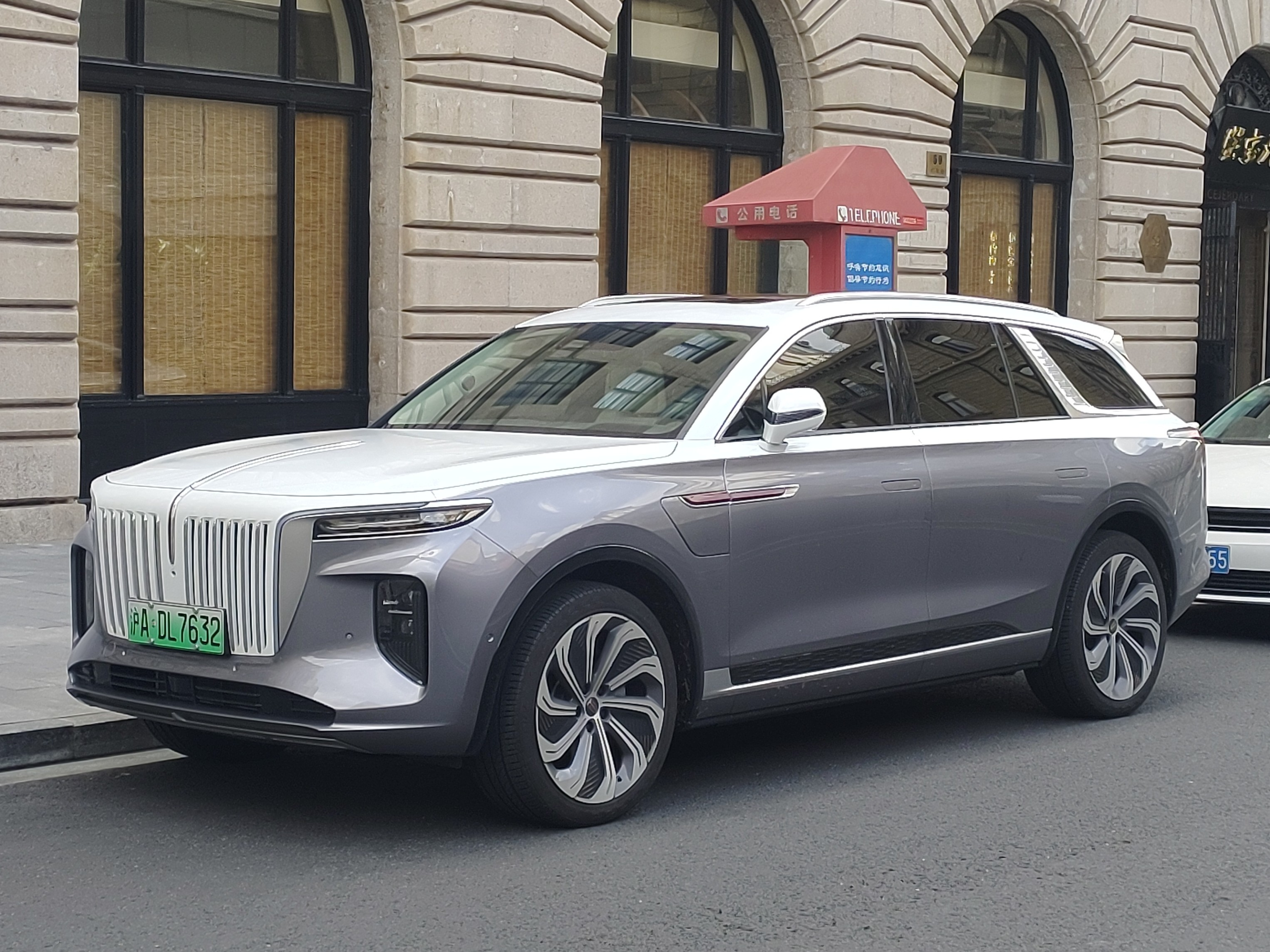
Hongqi EHS9

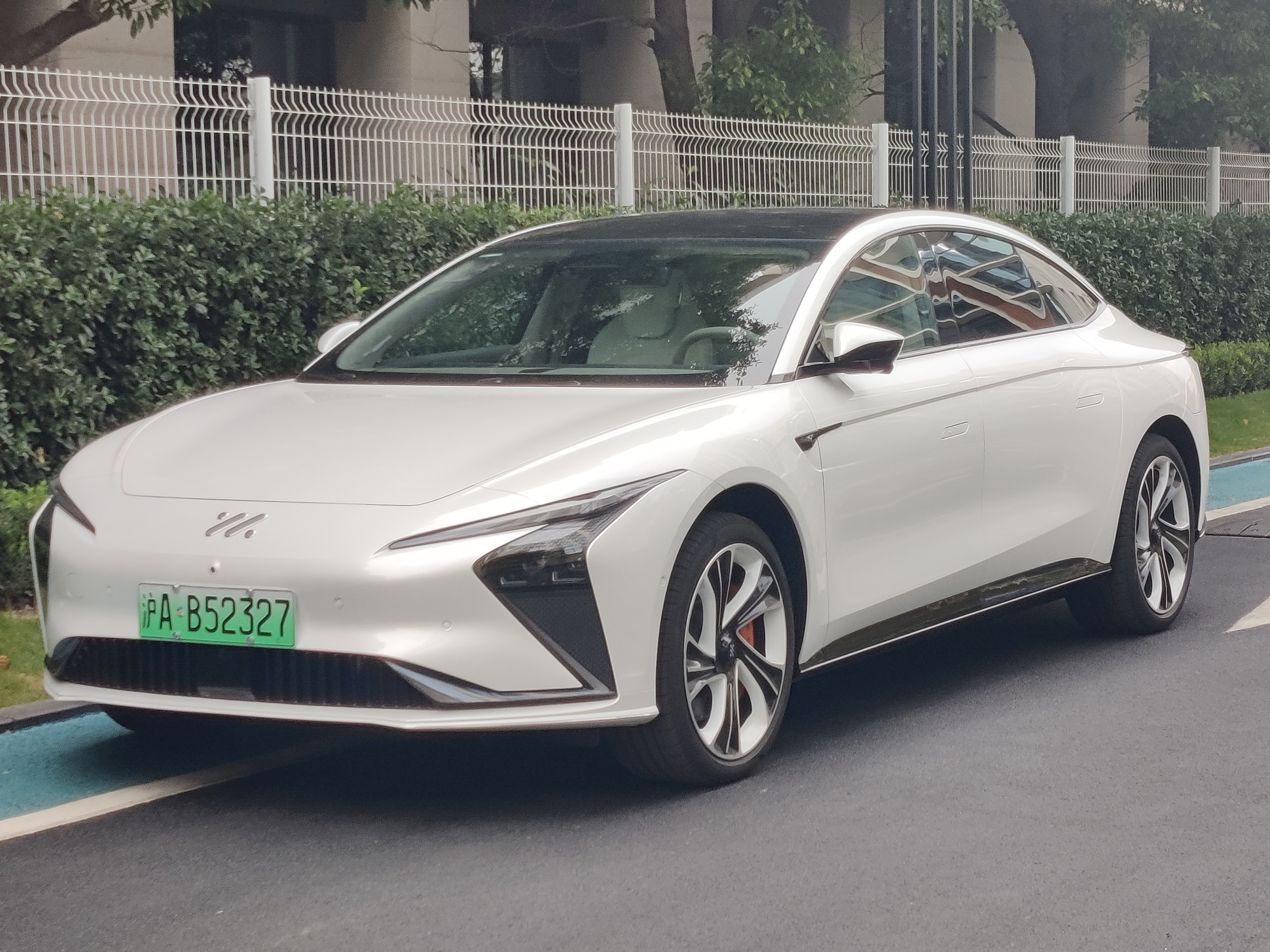
IM L7

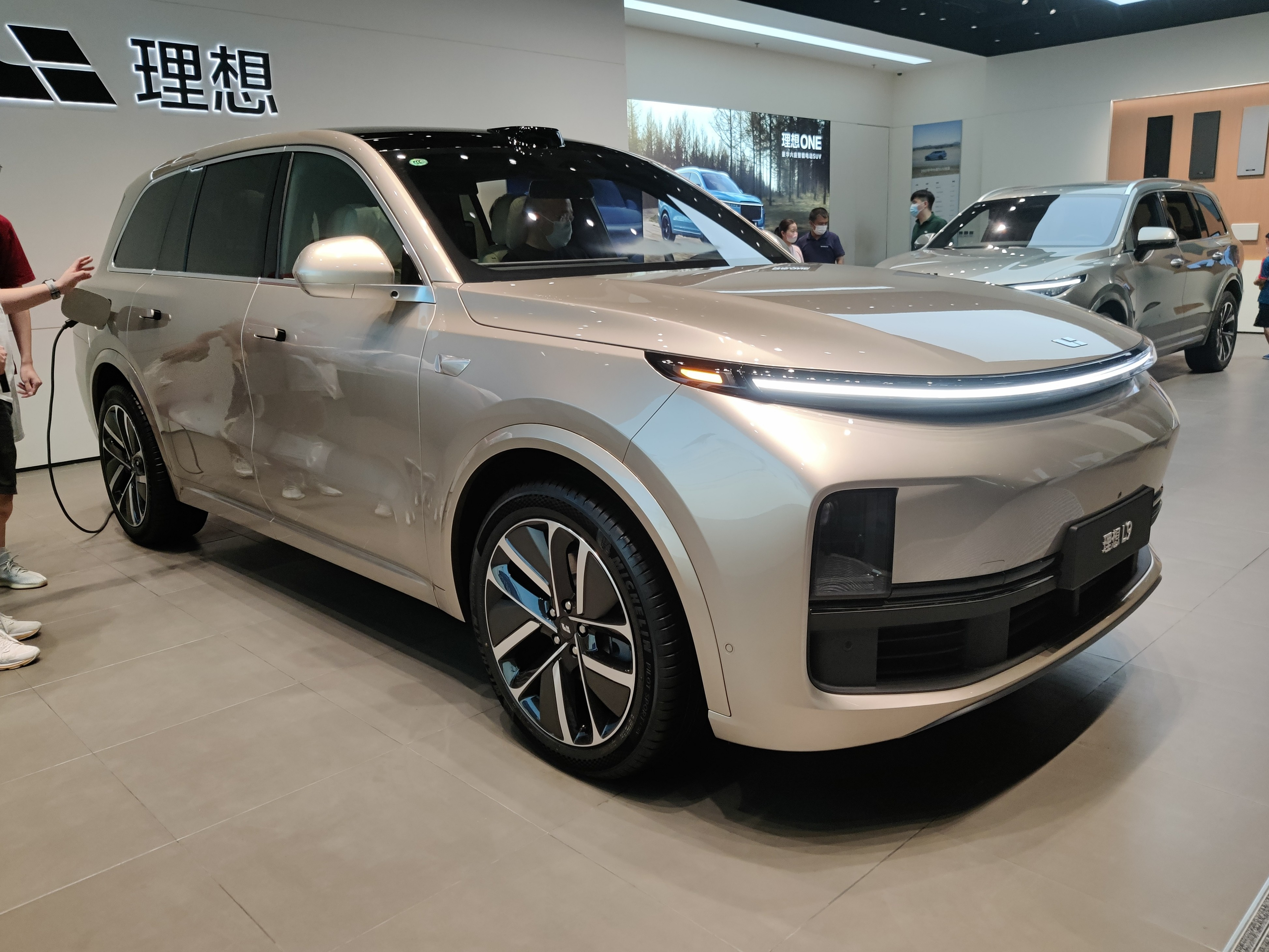
Li Auto L9

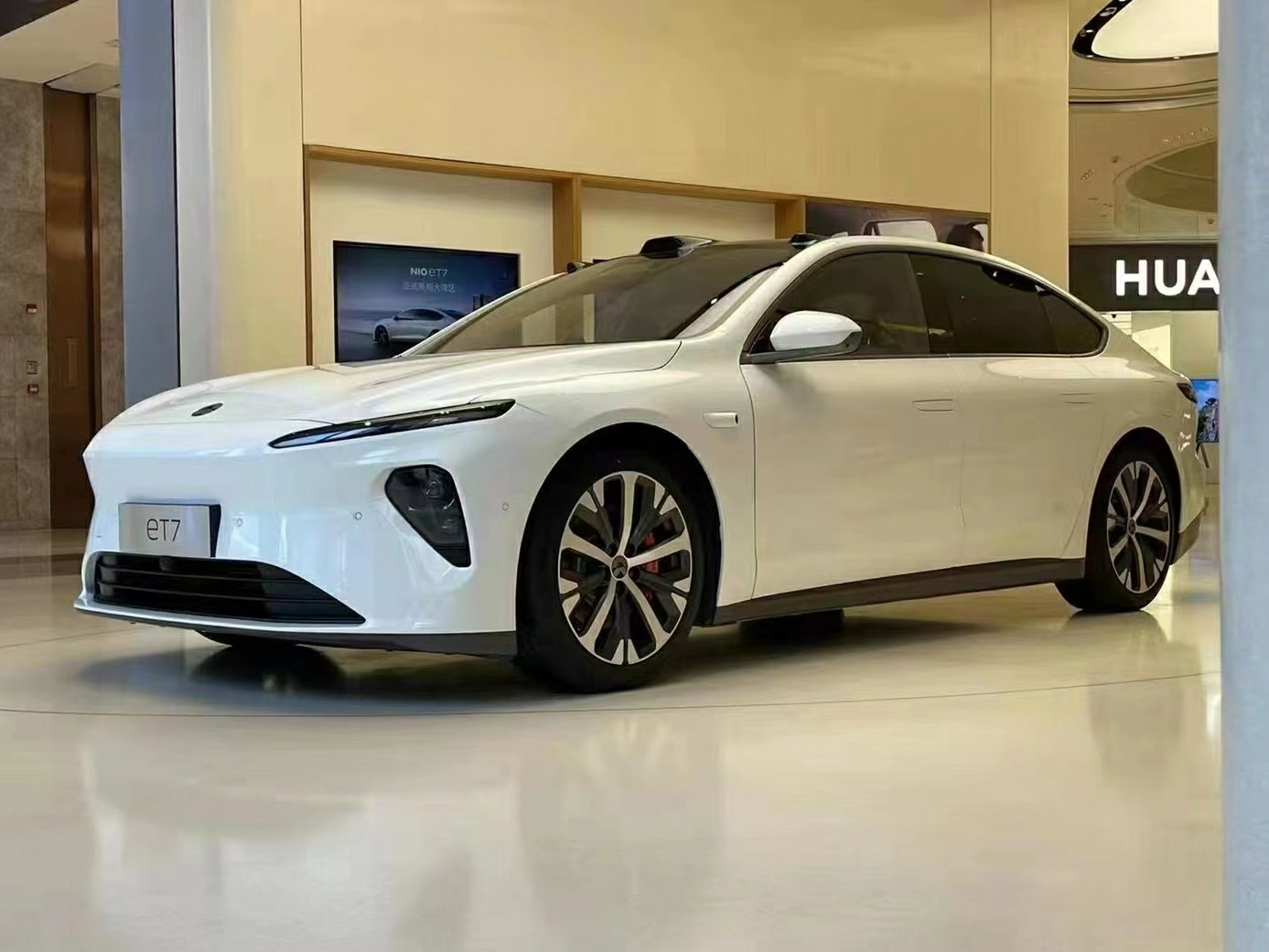
Nio ET7

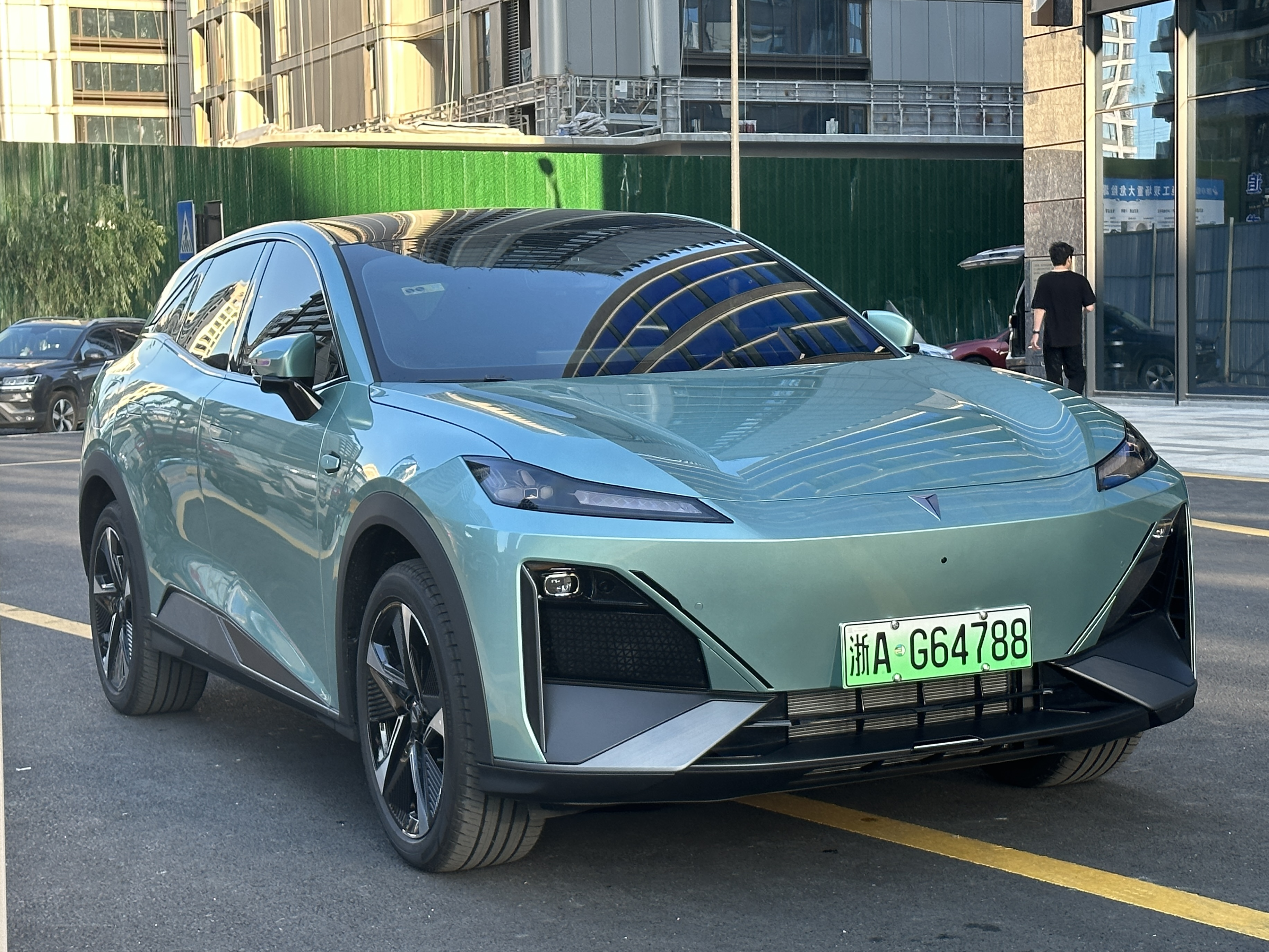
Shenlan S7

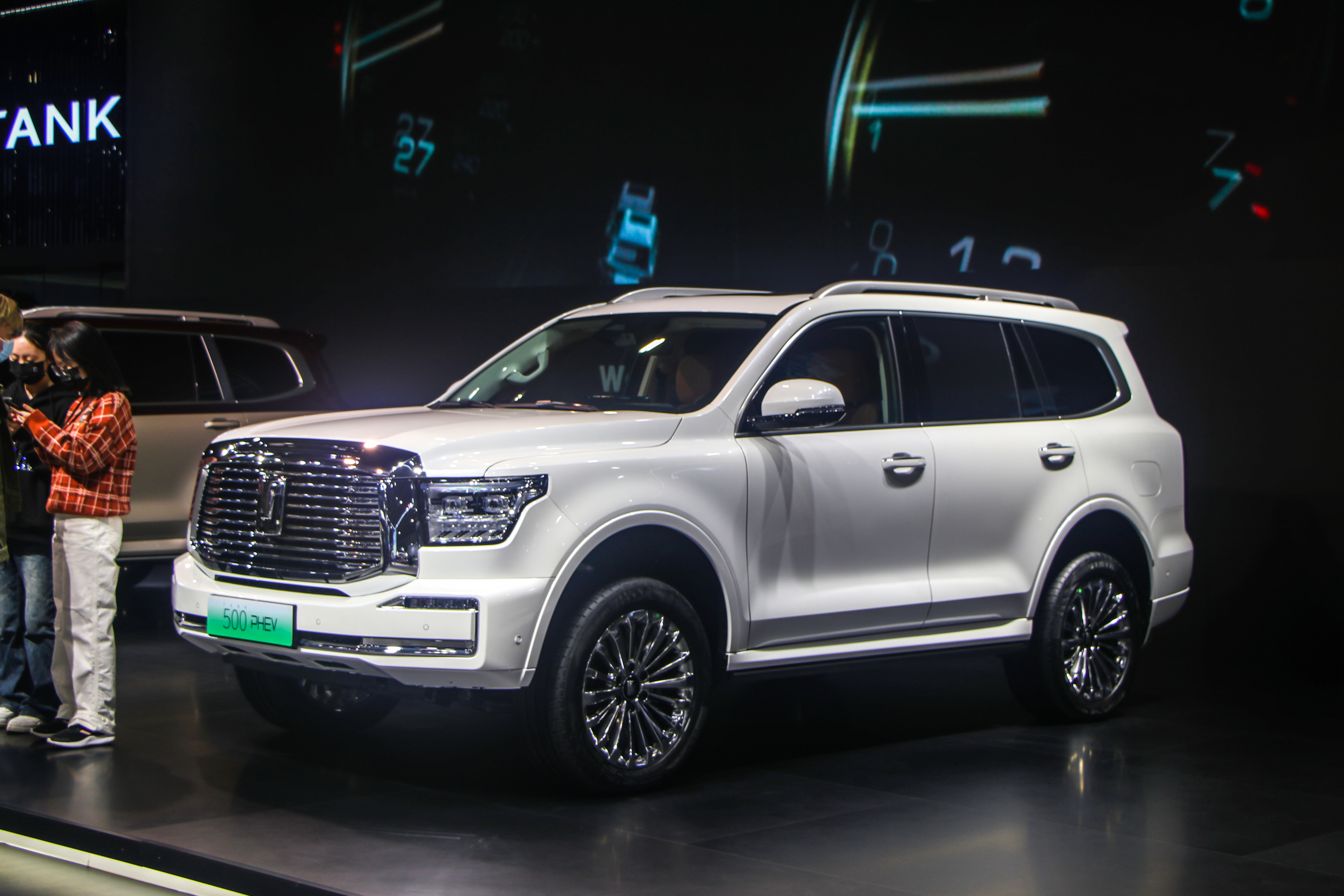
TANK 500

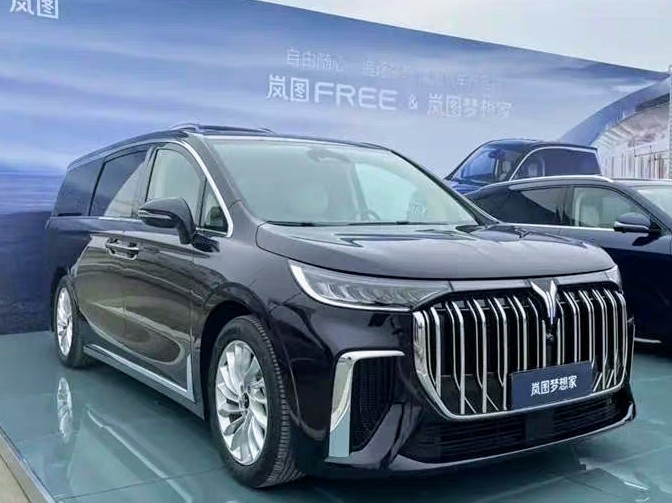
Voyah Dreamer

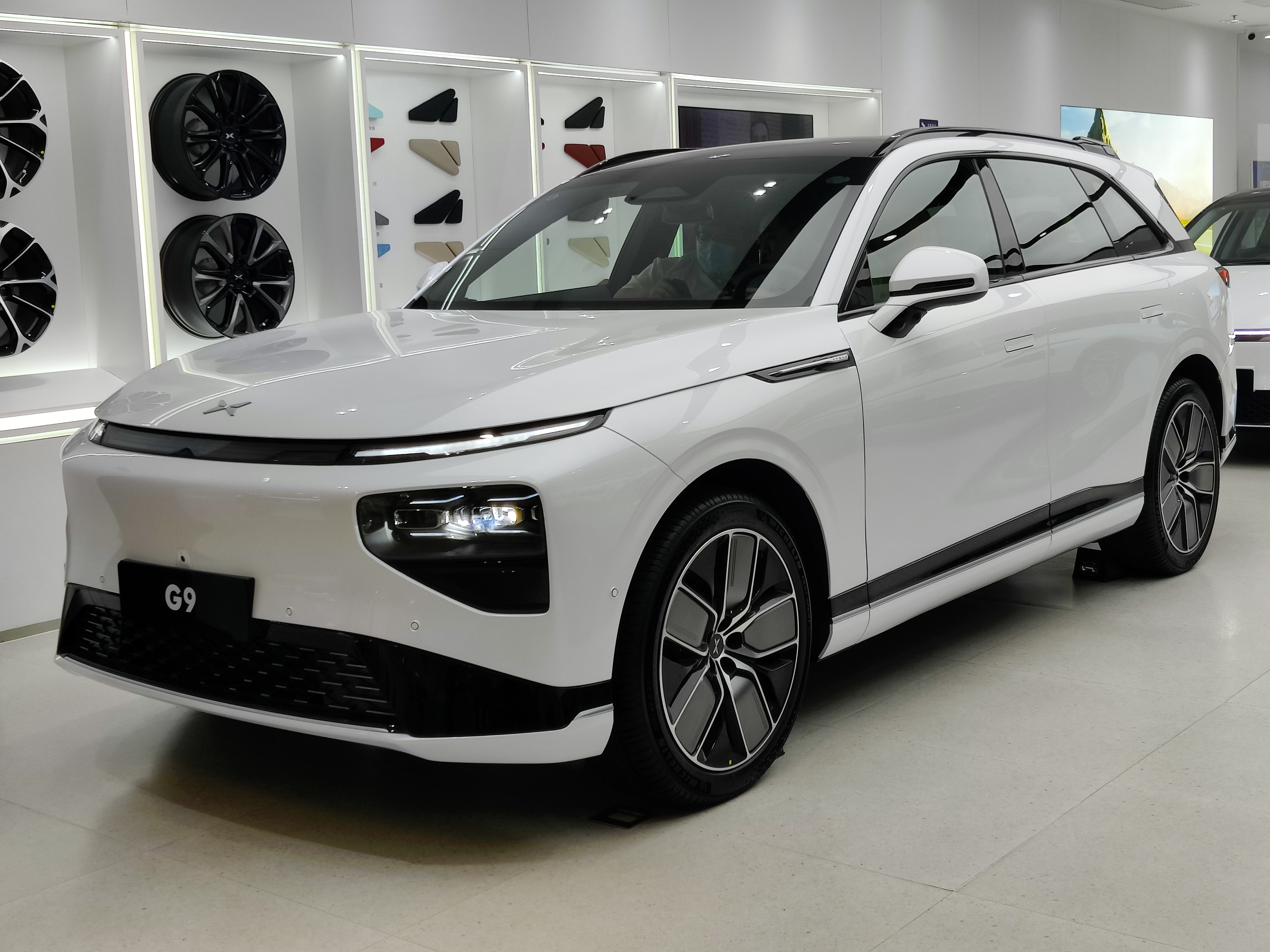
XPeng G9

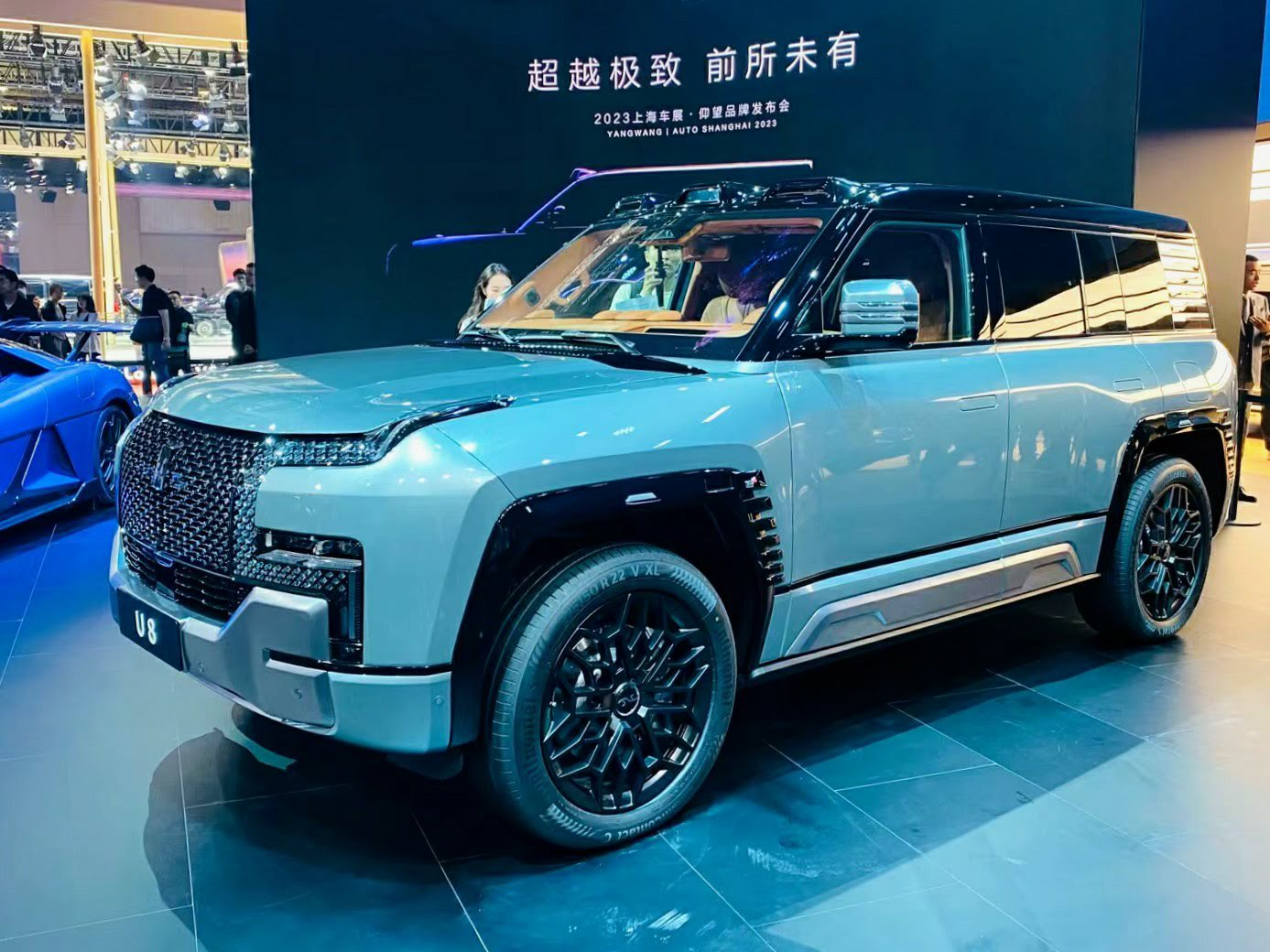
Yangwang U8

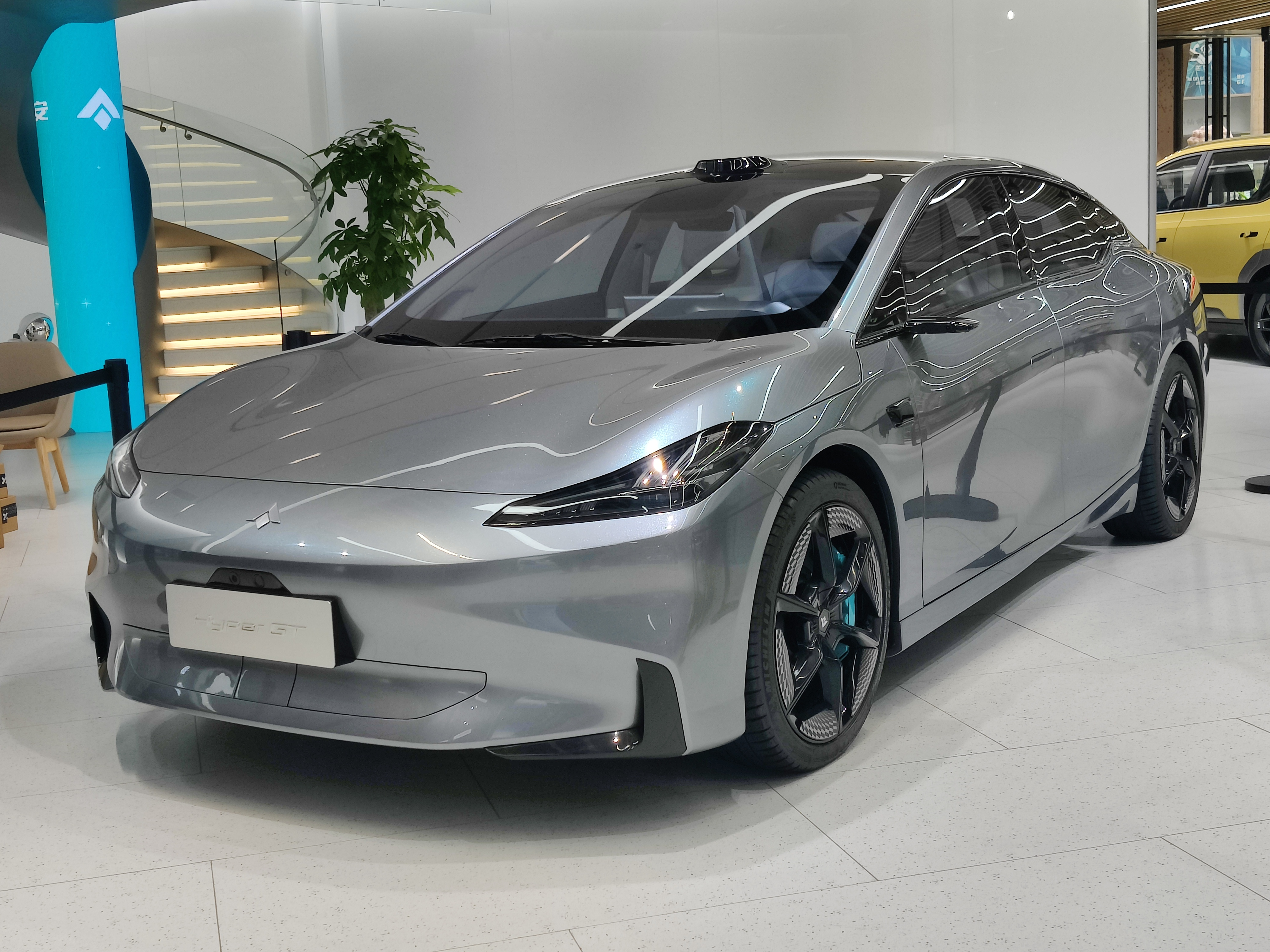
Aion Hyper GT

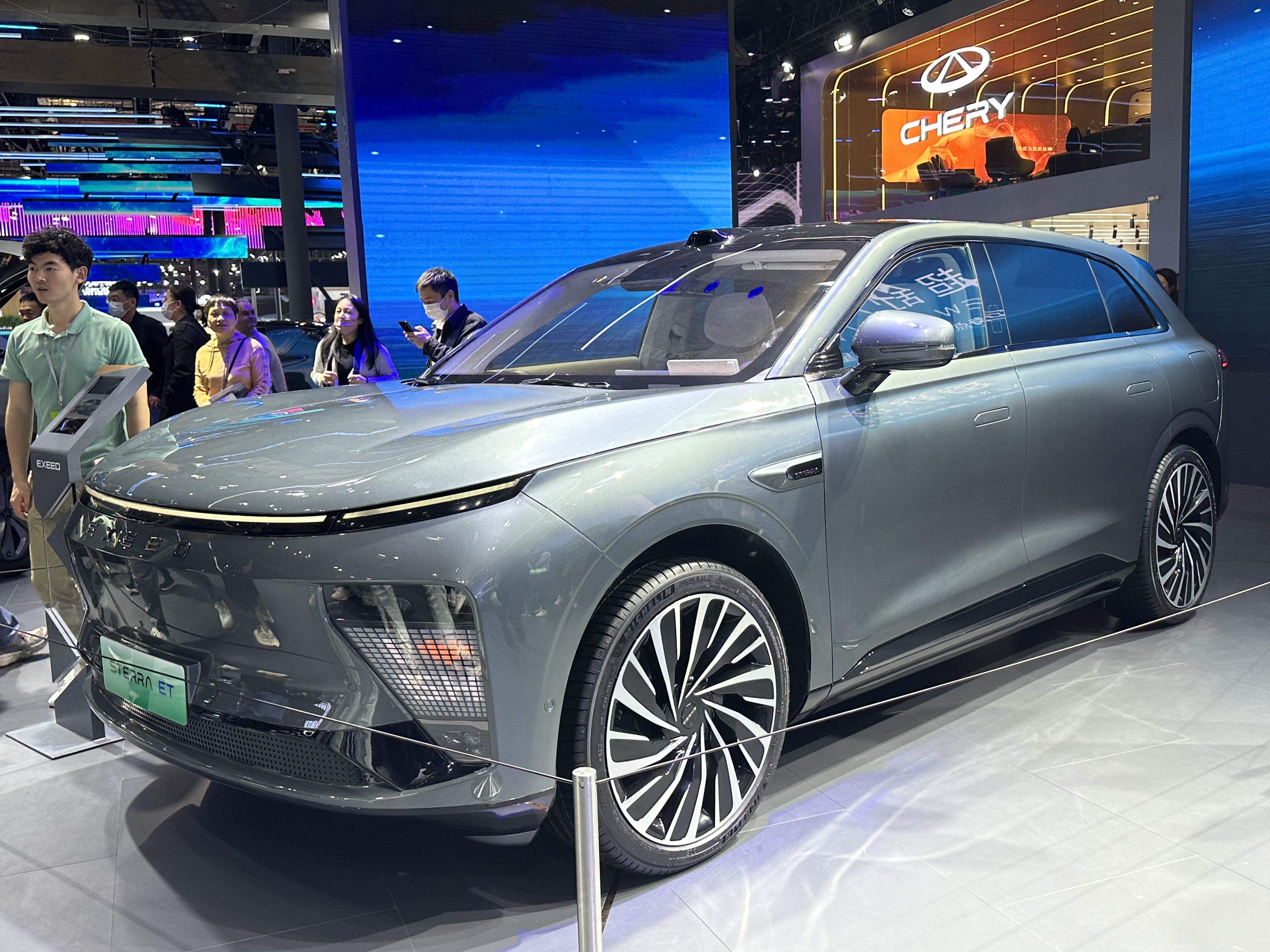
Exeed Sterra ET

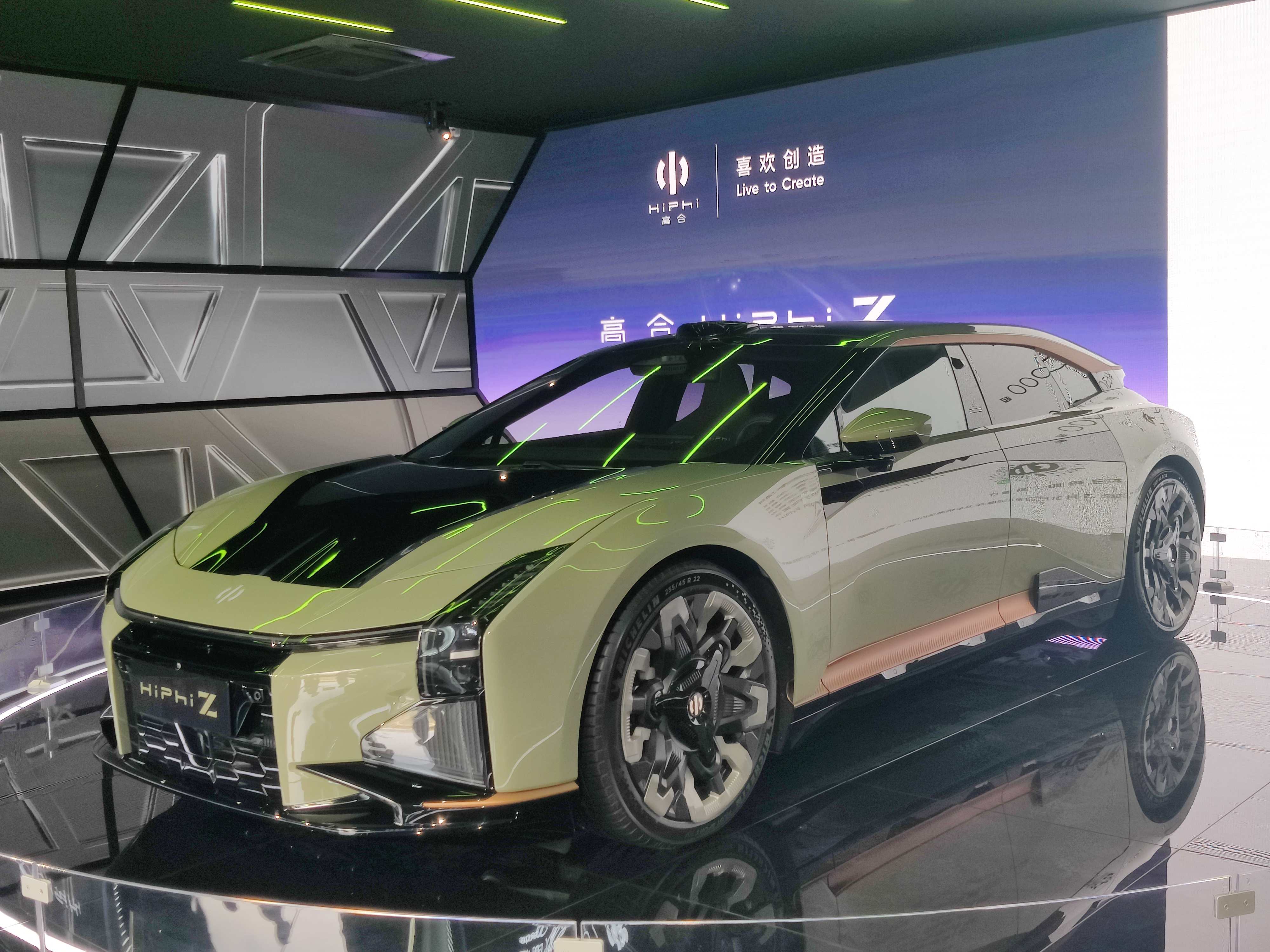
HiPhi Z

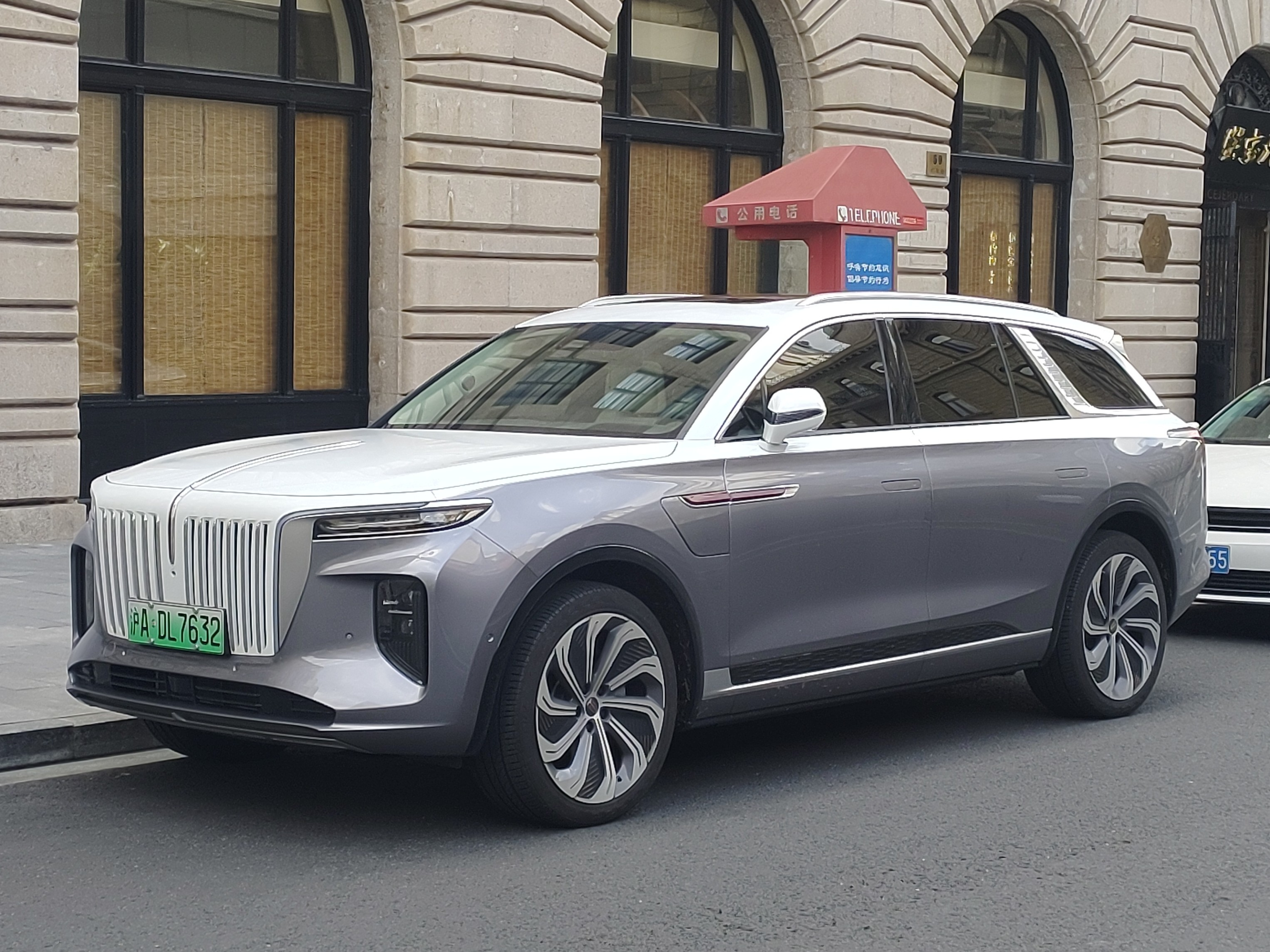
Hongqi EHS9

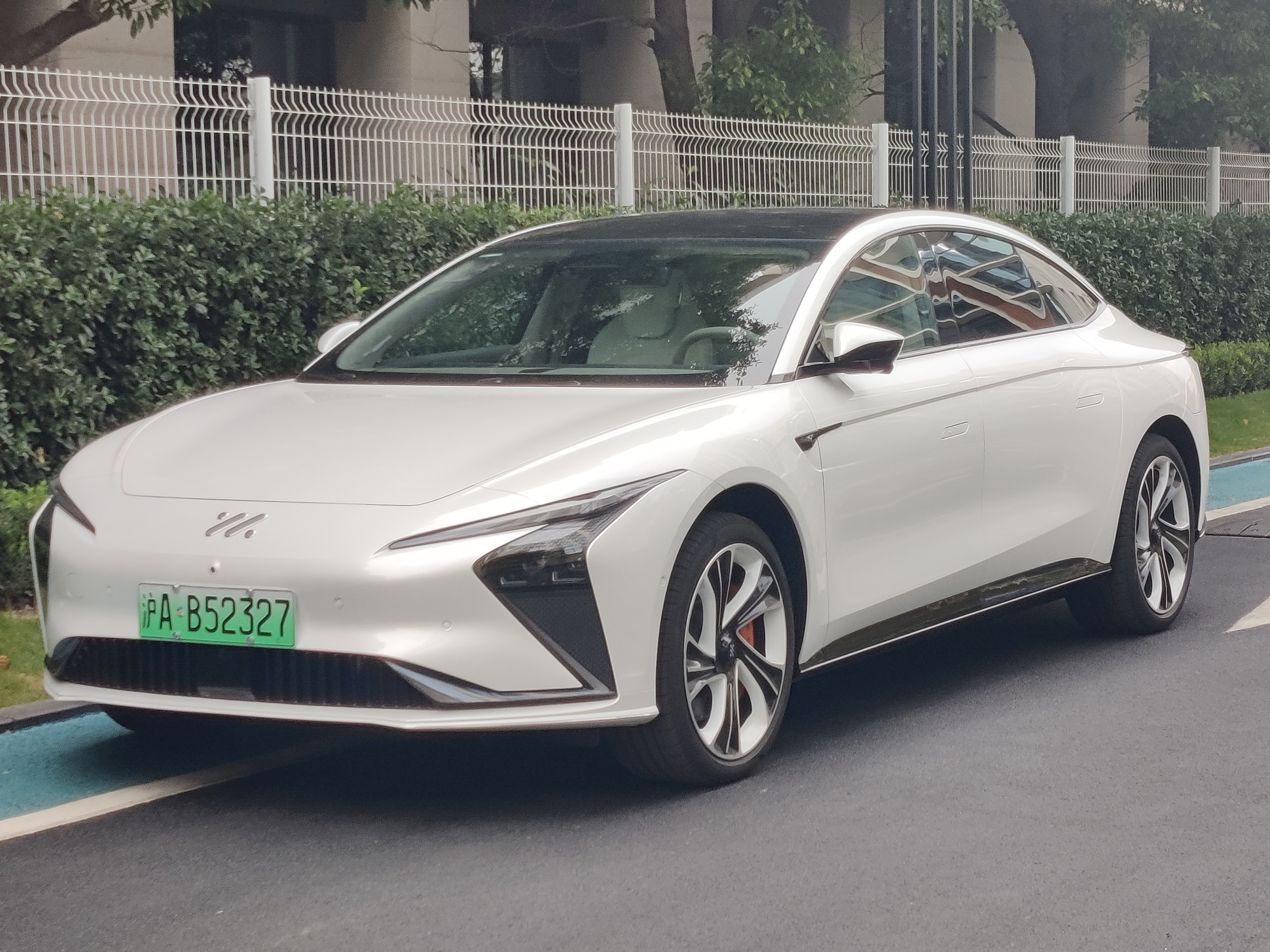
IM L7

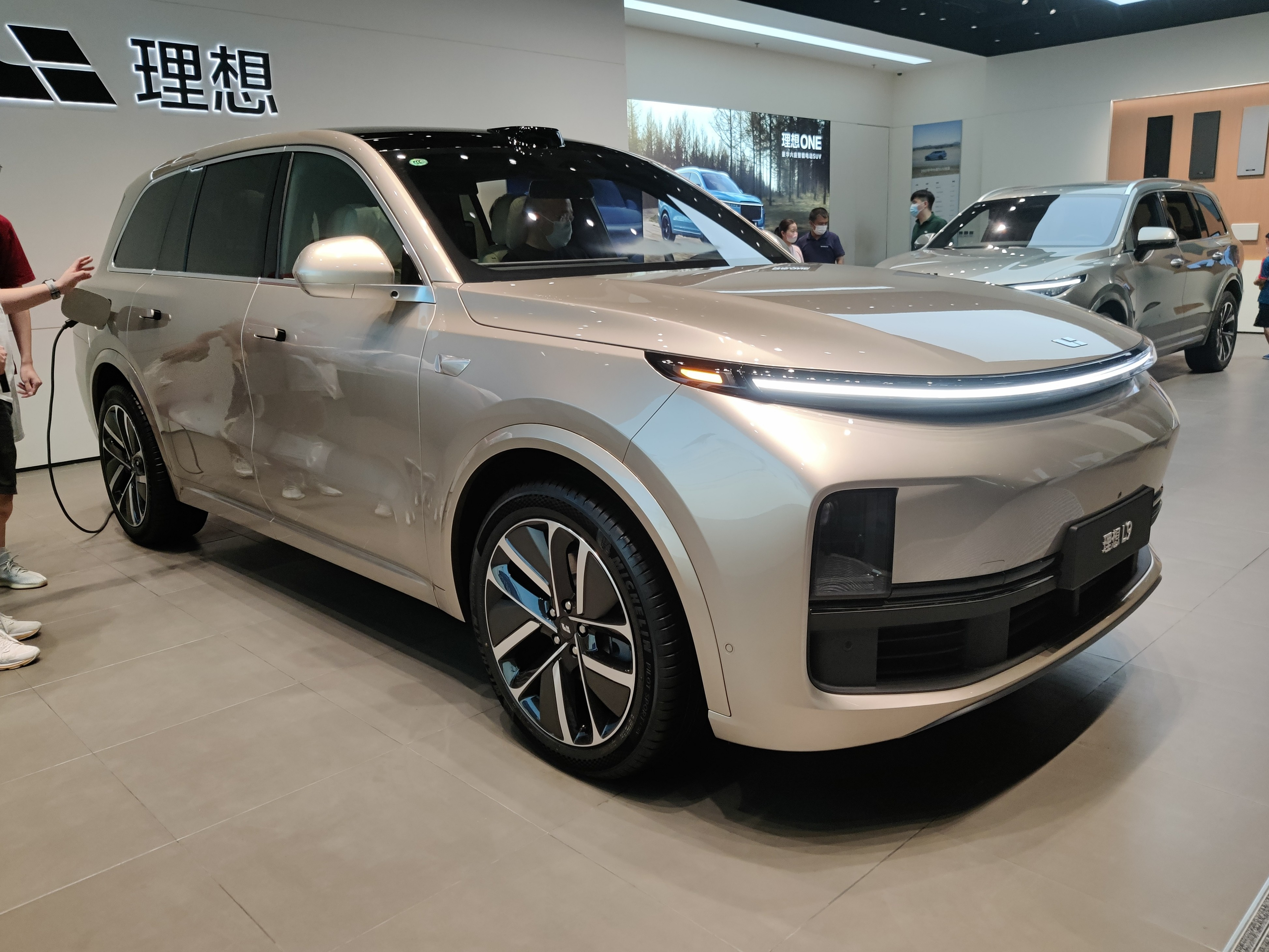
Li Auto L9

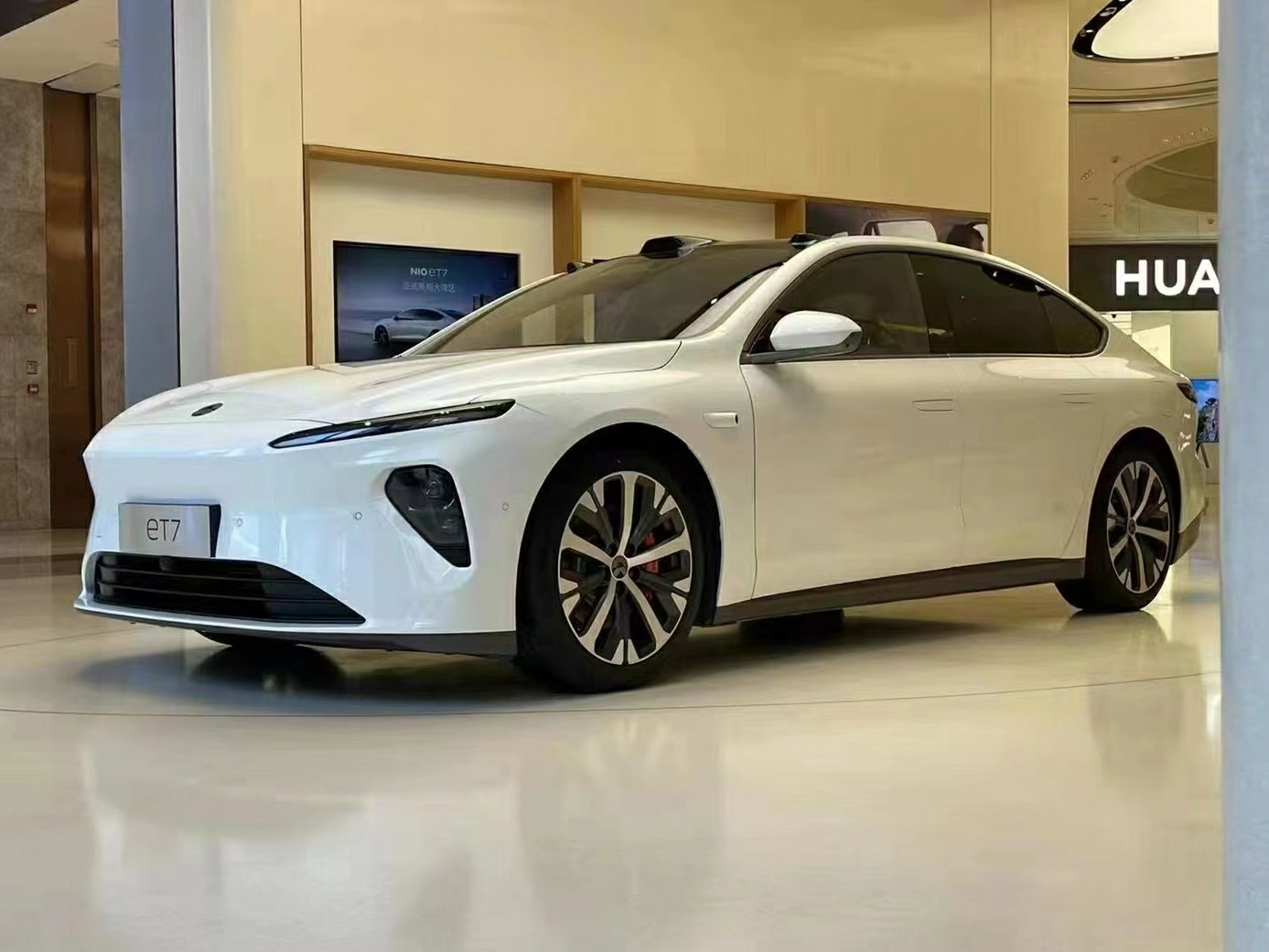
Nio ET7

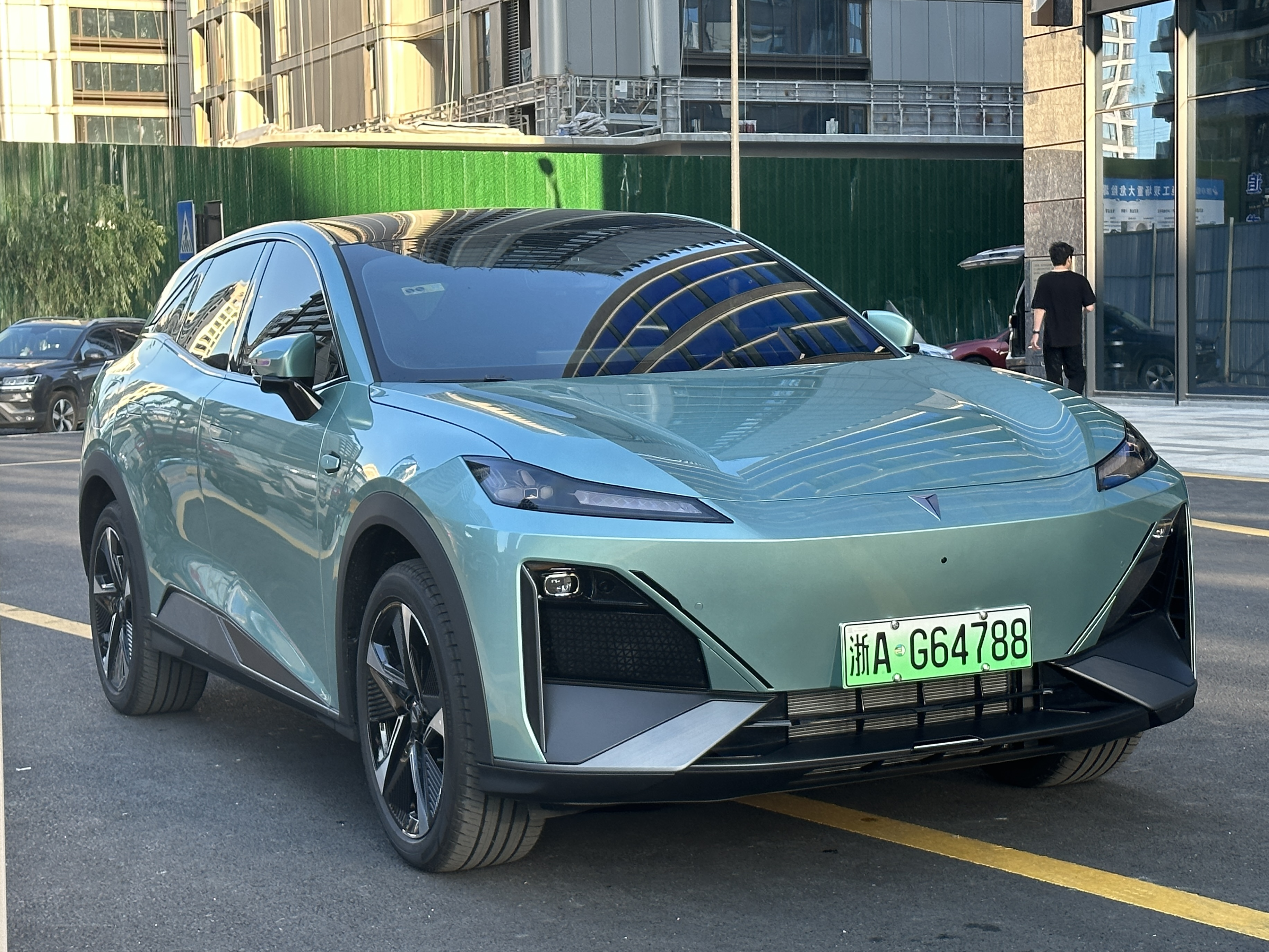
Shenlan S7

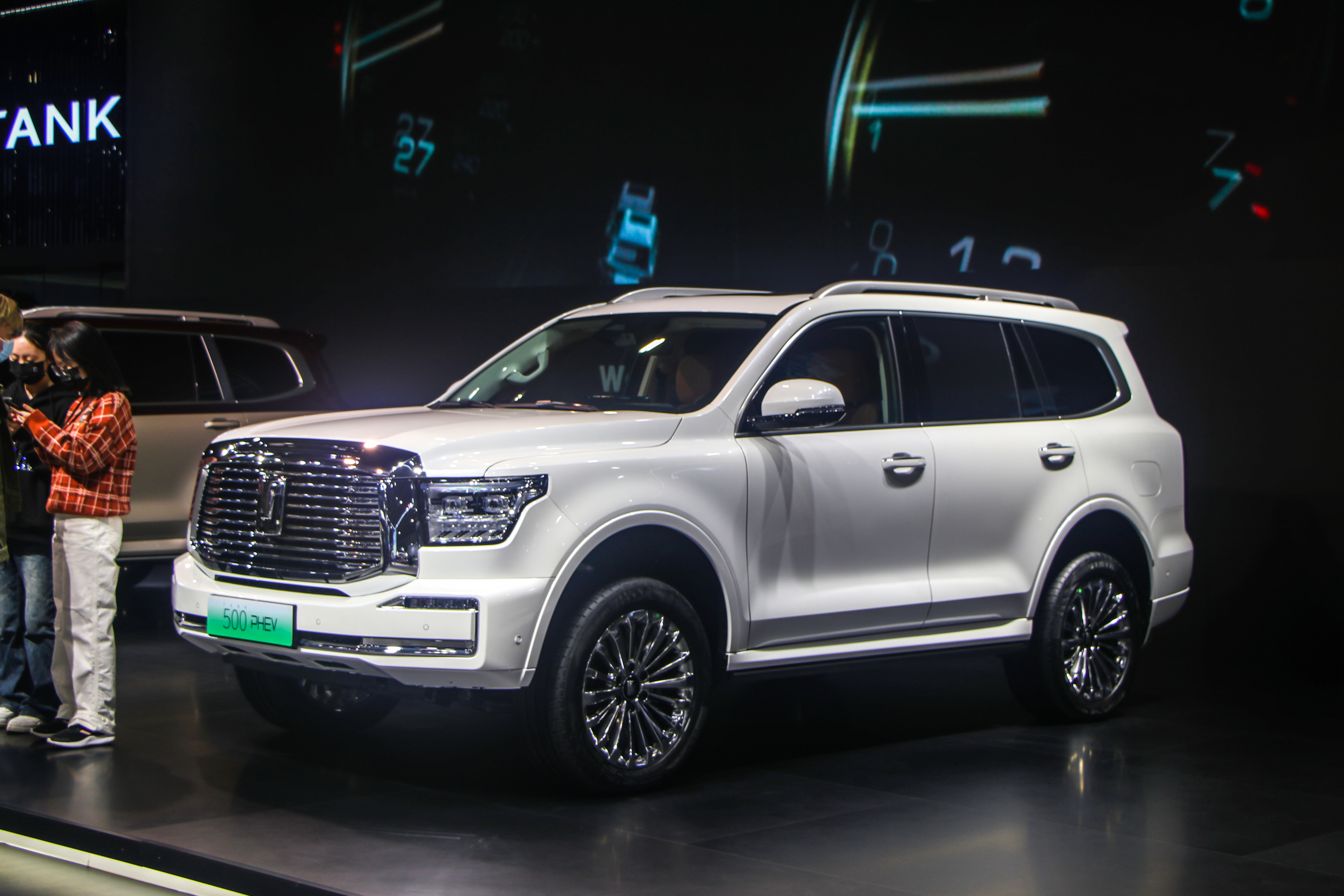
TANK 500

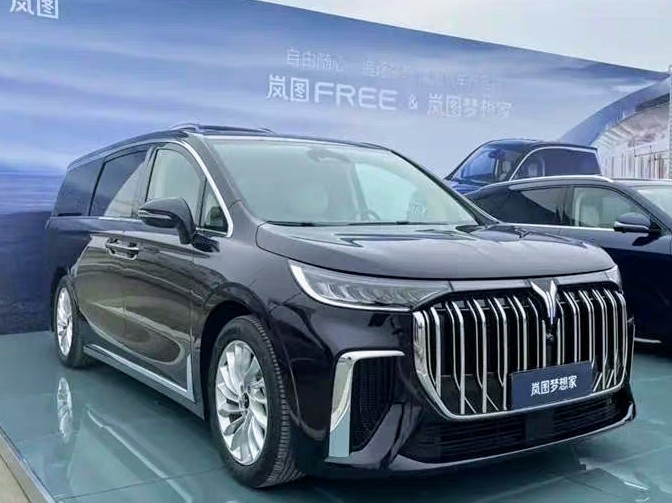
Voyah Dreamer

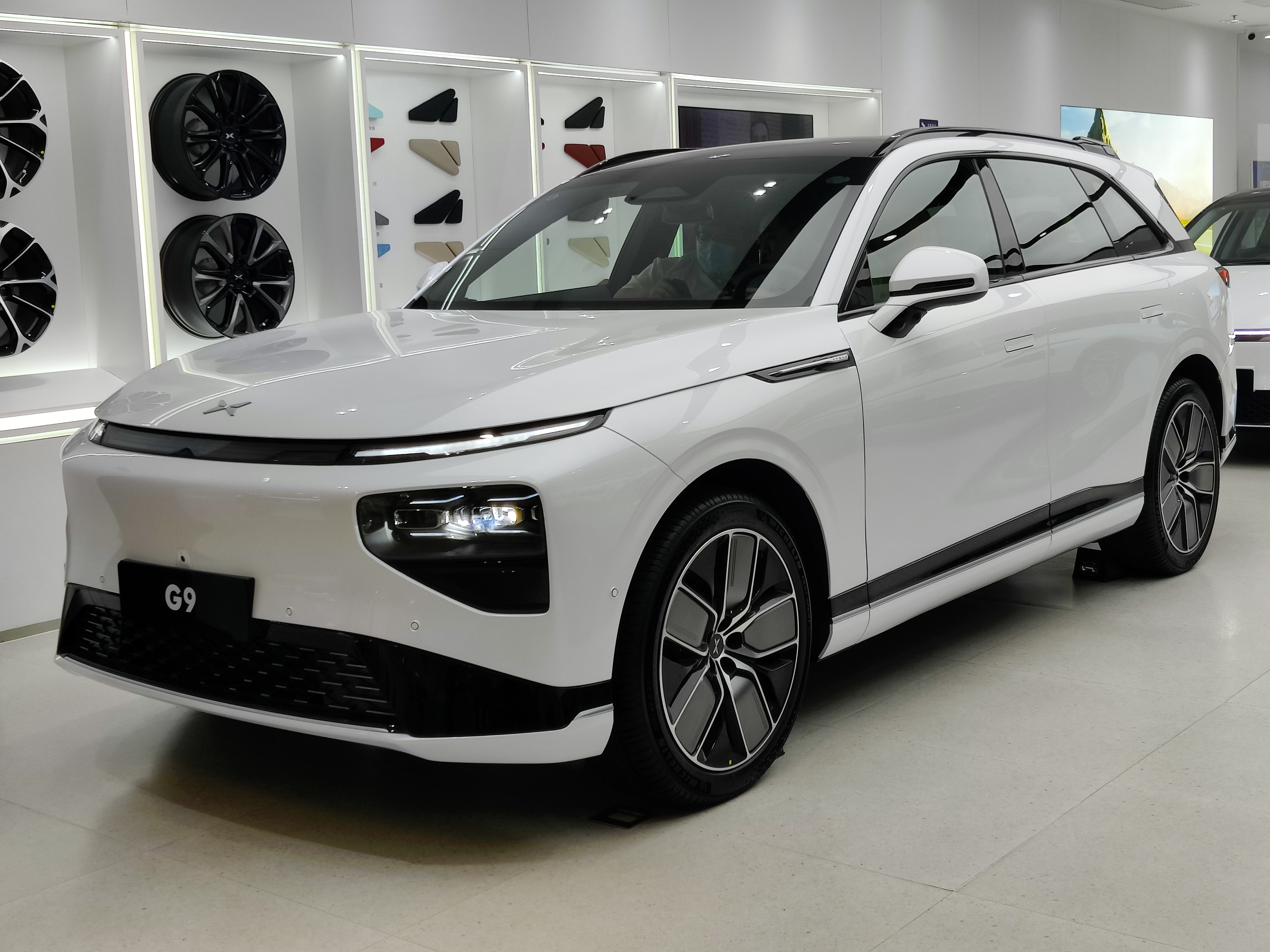
XPeng G9

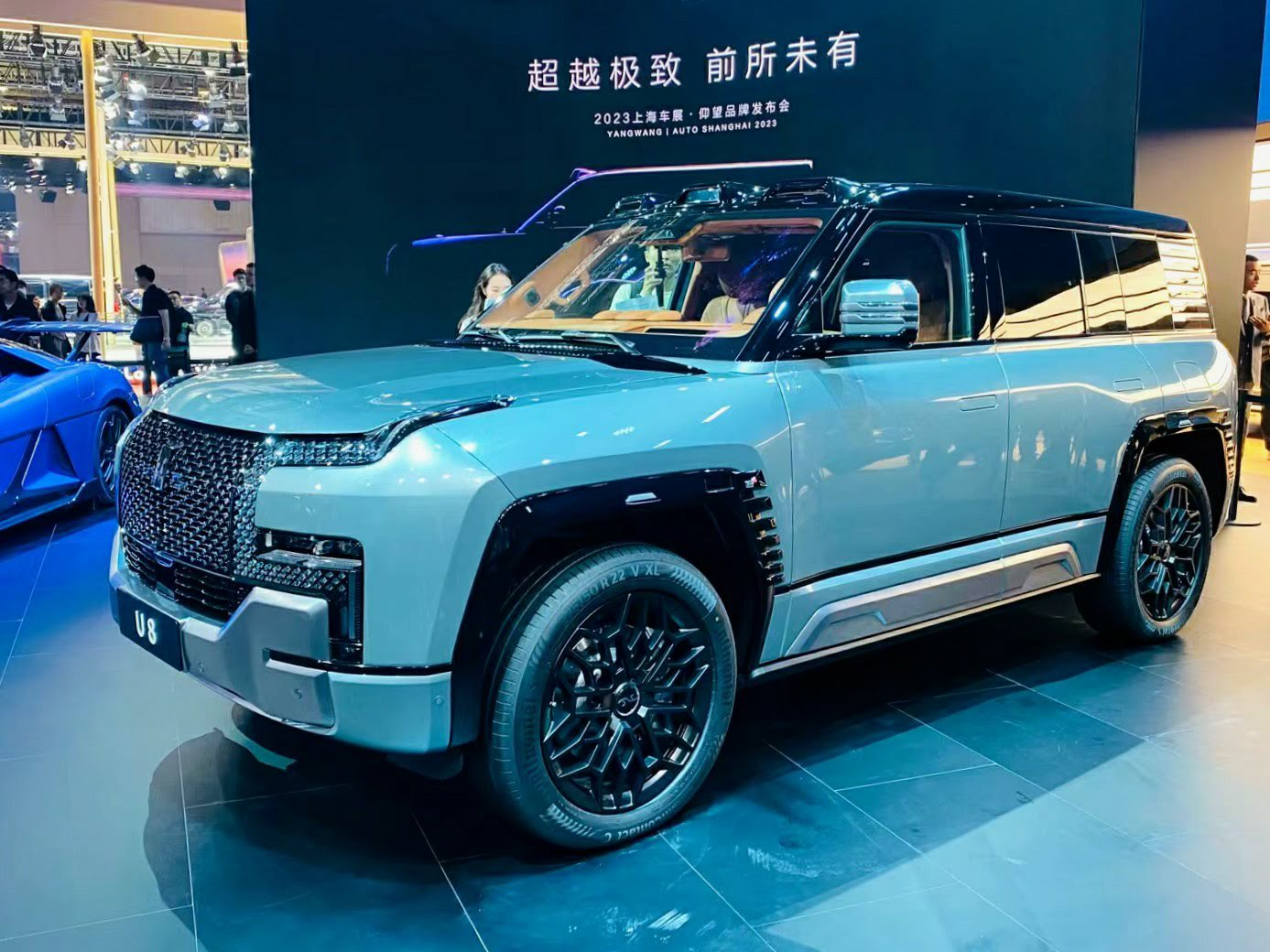
Yangwang U8

| Rang | Logo | Entreprise             | Fondation | Catégorie                       |
| ---- | ---- | ---------------------- | --------- | ------------------------------- |
| 1    |      | Geely                  | 1986      | Voitures familiales (compactes) |
| 2    |      | Great Wall             | 1984      | SUV                             |
| 3    |      | BYD                    | 1995      | Voitures économiques            |
| 4    |      | Haval (Great Wall)     | 2013      | SUV                             |
| 5    |      | Changan                | 1862      | Voitures économiques            |
| 6    |      | Chery                  | 1997      | Voitures économiques            |
| 7    |      | Baojun                 | 2010      | Voitures économiques            |
| 8    |      | SAIC                   | 1955      |                                 |
| 9    |      | GAC Group              | 1997      |                                 |
| 10   |      | Wuling                 | 2002      | Minibus                         |
| 11   |      | Roewe                  | 2006      | Voitures familiales (compactes) |
| 12   |      | JAC Motors             | 1964      | Voitures économiques            |
| 13   |      | Brilliance Auto        | 2002      | Voitures économiques            |
| 14   |      | BAIC Group             | 2010      |                                 |
| 15   |      | Dongfeng Motor         | 1969      | Camions                         |
| 16   |      | FAW Group              | 1953      | Voitures familiales (compactes) |
| 17   |      | Foton Motors           | 1996      | Camions                         |
| 18   |      | Qoros                  | 2007      | Voitures familiales (compactes) |
| 19   |      | Changfeng Motor        | 1950      | Camions légers                  |
| 20   |      | Jiangling Motors (JMC) | 1968      | Camionnettes, vans              |
| 21   |      | Landwind               | 2002      | Voitures familiales (compactes) |
| 22   |      | Maxus                  | 2011      | Camionnettes, vans              |
| 23   |      | Venucia                | 2010      | Voitures économiques            |
| 24   |      | Soueast                | 1995      | Voitures économiques            |
| 25   |      | Haima                  | 1992      | Voitures économiques            |
| 26   |      | Lifan                  | 1992      | SUV                             |
| 27   |      | Hawtai                 | 2000      | SUV et berlines                 |
| 28   |      | Gonow                  | 2003      | SUV                             |
| 29   |      | Zotye Auto             | 2005      | Voitures familiales (compactes) |
| 30   |      | Englon                 | 2010-2013 | Voitures familiales (compactes) |
| 31   |      | Hafei                  | 1980      | Berlines et mini-vans           |
| 32   |      | Ranz                   | 2013      | Voitures électriques            |

## Fabricants publics

### Entreprises publiques contrôlées par le gouvernement central
- First Automobile Works (1953-présent)
  - Bestune (2006-présent), auparavant connue sous le nom de Besturn.
  - Jiefang (1953-présent)
  - Hongqi (1958-présent) : marque réservée aux dignitaires du pays, elle a été reconvertie au premium dans les années 2000.
  - FAW Audi (1995-présent) : coentreprise avec Audi. FAW s'occupait de l'assemblage de l'Audi 100 C3 depuis 1988.
  - FAW Volkswagen (1991-présent) : coentreprise avec Volkswagen.
    - Jetta (2019-présent)

  - FAW Toyota (2000-présent) : coentreprise avec Toyota.

- Dongfeng (1969-présent)
  - Aeolus (Dongfeng Fengshen) (2009-présent) : filiale basée à Wuhan. Produit uniquement des voitures particulières.
    - eπ (2023-présent) : marque dédiée aux nouvelles énergies.
    - Voyah (2020-présent) : marque premium dédiée aux nouvelles énergies.

  - Dongfeng Junfeng : coentreprise avec Skio (un fournisseur de batteries) qui produit une gamme de véhicules électriques.
  - Dongfeng Nano (2023-présent, auparavant Dongfeng EV)
  - Dongfeng Ruitaite : produit des petits utilitaires électriques à Zhengzhou.
  - Fengon / Dongfeng Sokon (2003-présent) : coentreprise avec Sokon. Marques DFSK (utilitaires), Ruichi (utilitaires électriques) et Fengon/Fengguang (voitures particulières).
  - Forthing (Dongfeng Fengxing) (1954-présent) : filiale basée à Liuzhou. Produit des automobiles depuis 2000.
  - M-Hero (Mengshi) (2022-présent) : marque premium spécialisée dans les tout-terrains électrifiés.
  - Dongfeng Fengdu (2013-présent) : filiale liée à Dongfeng-Nissan, basée à Zhengzhou.
  - Dongfeng Honda (1997-présent) : coentreprise avec Honda.
    - Ciimo (2012-présent)

  - Dongfeng Peugeot-Citroën Automobiles (1992-présent) : coentreprise avec PSA (aujourd'hui intégré au groupe Stellantis).
    - Dongfeng Fukang (2020-présent) : marque dédiée aux modèles électriques.

  - Dongfeng Nissan (2003-présent) : coentreprise avec Nissan.
    - Venucia (2010-présent) : marque de Dongfeng-Nissan.

- Changan Automobile (1990-présent)
  - Changan Auto
  - Deepal (Shenlan)
  - Oshan
  - Kaicene
  - Changan Ford (coentreprise avec Ford Motor Company)
  - Changan Mazda (coentreprise avec Mazda)

- Sinotruck Group (1935-présent)

### Entreprises publiques contrôlées par le gouvernement local
- SAIC Motor (1955-présent)
  - IM Motors (2020-présent)
  - Maxus (2011-présent)
  - MG Motor (2006-présent)
  - Nanjing Automobile Corporation (NAC) (1947-présent)
    - Yuejin (1995-présent)

  - Roewe (2006-présent)
  - SAIC-GM (coentreprise avec General Motors)
  - SAIC-GM-Wuling (1958-présent) (coentreprise avec General Motors et Wuling Motors)
    - Baojun

  - SAIC Volkswagen (Joint-venture avec Volkswagen Group)

- Chery (1997-présent)
  - Karry
  - Exeed
  - Jetour
  - iCAR

- GAC Group (1955-présent)
  - Aion (2018-présent)
  - Trumpchi (2010-présent)
  - GAC Honda (depuis 1998) (coentreprise avec Honda)
    - Everus (2008-présent)

  - GAC Toyota (depuis 2004) (coentreprise avec Toyota)
    - Leahead (2015-présent)

- Guangxi Automotive Group (depuis 1985, auparavant Wuling Automobile)
  - Wuling (branche des véhicules utilitaires)

- JAC Motors (Anhui Jianghuai) (1964-présent)
  - Refine
  - Sehol (Joint-venture avec Volkswagen Group)

- Jiangling Motor Holding (depuis 2004)
  - Jiangling (JMC) (depuis 1993)
  - JMC Yusheng
  - JMC Ford (coentreprise avec Ford Motor Company)
  - Landwind (2004-présent)
- JMCG (1947-présent)
  -  Jingma Motor (1958-présent)
  - JMCGL (2013-présent)
  - JMEV (2015-présent) (Joint-venture avec Renault)

- Fujian Motors Group
  - Soueast (1995-présent)
  - Yudo
  - Keyton
- Beijing Automotive Industry Holding Corporation (BAIC) (depuis 1988)
  - Arcfox
  - Beijing (anciennement Senova)
  - Beijing Off-road
  - Foton (1996-présent)
  - Changhe
  - Beijing Hyundai (coentreprise avec Hyundai Motor Company)
  - Beijing Benz (Joint-venture avec le Mercedes-Benz Group)
  - BAIC Yinxiang (Joint-venture avec Yinxiang Group)

- Brilliance Auto Group (depuis 1992)
  - Jinbei (1991-présent)
  - Zhonghua (2002-présent)
  - Brilliance BMW (coentreprise avec BMW)
    - Zinoro (2013-présent)

- Shaanxi Automobile Group (1968-présent)

- Haima Automobile (1992-2021 en tant que filiale du FAW Group, 2021-présent acquise par le gouvernement provincial de Hainan)
- Weichai Automotive (2012-présent)
  - VGV
  - Enranger

## Fabricants indépendants
- Aiways (2017-présent)
- Avatr (2021-présent)
- BAW (1958-2020 en tant que filiale du groupe BAIC, 2020-présent en tant que société privée indépendante)
- BYD (depuis 2003)
  - Denza (depuis 2010) (coentreprise avec Daimler AG)
  - Yangwang (2023-présent)
- Geely Group (depuis 1998)
  - Geely Auto
    - Geely Geometry
    - Geely Galaxy

  - Lynk & Co (2016-présent)
  - Zeekr
  - Livan
  - Volvo Cars (2010-présent)
    - Polestar

  - Lotus
  - Farizon
  - Radar
  - Jidu Auto/ Ji Yue (coentreprise avec Baidu)
  - Smart (Joint-venture avec Groupe Mercedes-Benz)
  - Proton (Joint-venture avec Proton Holdings)
- Great Wall Motors (1984-présent)
  - GWM
  - Haval
  - TANK
  - ORA
  - WEY
- Hengchi (2020-présent)
- HiPhi (Horizons humains) (2017-présent)
- Hozon Auto (2014-présent)
- Jemmell New Energy Automotive (Lingbox Auto) (2019-présent)
- King Long (1988-présent)
- Leapmotor (2016-présent)
- Li Auto (2015-présent)
  - Foday (depuis 1988, acquis par Li Auto)
- Lifan (depuis 1992)
- Nio (2014-présent)
- Shandong Heibao (1990-présent)
- Sichuan Tengzhong (depuis 2005)
- Sinomach
  - Zedriv (2017-présent)
- SiTech (2018-présent)
- Shandong Baoya (2019-présent)
- Shuguang Group (1984-présent)
  - Bus Huanghai (1951-présent)
- Skywell
  - Skyworth Auto
  - Nanjing Golden Dragon Bus
- Soar Automotive (1991-présent)
- Seres Group (1986-présent)
  - Seres (2016-présent)
    - AITO (2021-présent)

  - DFSK (2003-présent)
    - Fengon (2013-présent)
- Sunlong Bus (depuis 2001)
- Tangjun Ou Ling
- Tianma (depuis 1995)
- Techrules (2016-présent)
  - Wanshan Special Vehicle
- Wanxiang (1969-présent)
- Wuzhoulong (2000-présent)
- XPeng (2014-présent)
- Yutong Group  (1963-présent)
- Zhidian Automobile (2018-présent)
- Zhongyu Auto (2004-présent)
- ZX Auto (depuis 1999)

## Anciens fabricants
[source insuffisante]

### Faillite
- Anda'er (1991–2016)
- Bamin (1980's–2010)
- Baolong (1998–2005)
- Binzhou Pride (2006–2008)
- Bordrin (2016–2021)
- Byton (2016–2021)
- Disai (1989–1996)
- Dorcen (2018–2021)[1]
- Fuqi (1969–2013)
- Fuxing (1994–1998)
- Guizhou Yunque (1989–2005)
- Green Field Motor (2010–2016)[2],[3]
- Greentech Automotive (2009–2018)
- Hawtai (Huatai) (2000–2023)
- National Electric Vehicle Experimental & Demonstration Area (NEVEDA) (1995–2004)
- Shuanghuan Auto (1988–2016)
  - Hongxing (1960–2004; acquis par Shuanghuan)
- Sanxing (1990–2002)
- Shanlu Motors (1991–2001)
- Shenyang Heibao (2001–2005)
- Suda (2010–2023)
- Tianju Automobile (1987–2011)
- Weltmeister (2015–2023)
  - Polarsun Automobile (2003-2018, acquis par Weltmeister)
- Yemingzhu (1988–2011)
- Tongtian (2002–2005)
- Tengzhong (2005–2014)
- Ycaco (1987-1993 ; Joint-venture avec l'usine de fabrication automobile du Jiangxi produisant des camions Isuzu)
- Yemingzhu (1987–2011)
- Youngman (2001–2019)
- Yema Auto (1994-2019, acquis par Levdeo)
- Xinkai (1984-2020, acquis par Jemmell New Energy Automotive)
- Qoros (2013–2022)
- Levdeo (2008-2023)

### Acquisition ou filiale disparue
- Dadi Auto (1988-2012 ; acquis par CHTC)
- Datong (années 1954-2000, acquis par FAW)
- Yungang (années 1989-2000, acquis par FAW)
- Oley (2012-2015, une filiale de FAW)
- Huali (1984-2002, filiale de FAW)
- FAW Jilin (1980-2019, filiale de FAW, acquise par Shandong Baoya Group)
- FAW Tianjin (Junpai) (1965-2019, filiale du FAW)
  - Xiali (1997-2015, filiale de FAW Tianjin)
- Emgrand (2009-2014 ; filiale de Geely Auto, réintégrée à Geely)
- Zhidou (2014-2020 ; filiale de Geely)
- Fuzhou Automobile Works (1956-1984)
  - Fuzhou Automotive Industry Corporation (1984-1990, devenu Fujian Motors Group)

- Fujian New Forta (2001-2020, acquis par Leapmotor)[4],[5]
  - Forta (1990-2001) (devenu New Forta)

- Changfeng Motor (1950-1996, acquis par GAC Group)
- Gonow (2003-2016, acquis par GAC Group)
  - Hanjiang (constructeur automobile sous Tonghui Machinery Works jusqu'en 2005 ; acquis par Gonow)
- Yangchang Motors (1958-1993 ; acquis par GAC Group en 2009)
- Hafei (1950-2015, une filiale du Chang'an)
- Heibao Auto (1990-2020, acquis par Sinotruk Group)
- Huayang (années 1990-2004 ; acquis par Lifan Group)
- Chaulage (1986-2001)
- Nanjing Yuejin Soyat (1999-2007, filiale de Nanjing Automobile Corporation)
- Nushen (1990-2001 ; actuellement une filiale de JAC Motors)
- Riich (2009-2013 ; filiale de Chery)
- Rely (2009-2013 ; filiale de Chery)
- Traum (2017-2021 ; filiale de Zotye)
- Domy Auto (2015-2021 ; filiale de Zotye)
- Qinchuan (1987-2002 ; acquis par BYD Company, devenu BYD Auto)

## Fabricants étrangers
Jusqu’en 2017, la politique automobile chinoise exigeait qu’un constructeur automobile étranger forme une coentreprise avec un constructeur automobile chinois si le premier envisageait de vendre ses véhicules électriques, le constructeur automobile chinois détenant 51 % de la coentreprise. Cependant, depuis 2017, le gouvernement chinois a indiqué qu’il libéraliserait le contrôle étranger dans le secteur automobile, autorisant ainsi la pleine propriété des entreprises étrangères.
En 2017, Tesla a été autorisée à installer une usine dans la ville de Shanghai, ce qui en fait le premier constructeur automobile étranger à ouvrir une usine en propriété exclusive en Chine. En 2022, BMW et Volkswagen ont acquis 75% des parts de leurs co-entreprises chinoises ce qui leur a permis d'en avoir la majorité de contrôle.
- Tesla (États-Unis)
  - Gigafactory Shanghai (actuellement le seul constructeur automobile entièrement étranger en Chine continentale)

- BMW (Allemagne)'
  - BMW Brilliance (joint-venture avec Brilliance Auto Group, dont une participation majoritaire de 75 % a été acquise par BWM en 2022)
- Groupe Volkswagen Auto (Allemagne)
  - Volkswagen Anhui (coentreprise avec JAC, dont une participation majoritaire de 75 % a été acquise par Volkswagen en 2020)

### Fabricant de coentreprise actuel et défunt en Chine continentale
- Groupe Volkswagen Auto (Allemagne)
  - FAW-VW (avec FAW)
  - SAIC-VW (avec SAIC)
- General Motors (États-Unis)
  - SAIC-GM (avec SAIC)
  - SAIC-GM-Wuling (avec Wuling, SAIC)
  - (Défunt) FAW-GM (2009-2019, avec FAW)
  - (Défunt) Jinbei GM (1995-2000, avec Brilliance Auto Group, vendu à SAIC)
- Ford (États-Unis)
  - Changan Ford (avec Changan)
  - Jiangling Ford (avec Jiangling Motors)
- Stellantis (International)
  - Dongfeng PSA (avec Dongfeng)
  - (Défunt) GAC FCA (2010-2022, avec GAC)[8]
  - (Défunt) Changan PSA (2011-2020, avec Changan, vendu à Baoneng)
  - (Défunt) Guangzhou Peugeot (1985-1997, avec GAC, participations prises par Honda)
  - (Défunt) Nanjing Fiat (1999-2006, avec Nanjing Auto, fusionné avec SAIC)
  - (Défunt) Beijing Jeep (1987-2005, pris par Daimler)
- Renault-Nissan-Mitsubishi (International)
  - Dongfeng Nissan (avec Dongfeng)
    - Dongfeng Infiniti

  - Zhengzhou Nissan (avec Dongfeng)
  - (Défunt) GAC Mitsubishi (2012-2023, avec GAC)[9]
  - (Défunt) Renault Brilliance / Jinbei (avec Brilliance Auto Group)
  - (Défunt) Dongfeng Renault (2013-2020, avec Dongfeng)
  - (Défunt) Soueast (2013-2020, Mitsubishi, en collaboration avec la CMC de Taiwan. Un constructeur étranger a quitté la JV)
- Toyota (Japon)
  - FAW Toyota (avec FAW) (consolidé de Tianjin et Sichuan JV)
  - GAC Toyota (avec GAC)
  - (Défunt) FAW (Jilin) Daihatsu (2005-2010, avec FAW)
- Groupe Mercedes-Benz (Allemagne)
  - Beijing Benz (avec BAIC)
  - Fujian Benz (avec BAIC, Fujian Motors)
- Honda (Japon)'
  - Dongfeng Honda (avec Dongfeng)
  - Guangzhou Honda (avec GAC)
    - (Défunt) GAC Acura (2016-2022)
- Hyundai-Kia (Corée du Sud)'
  - Yueda Kia (avec Dongfeng et Yueda, Dongfeng a vendu sa participation à Yueda en 2022)
  - Pékin Hyundai (avec BAIC)
- Isuzu (Japon)'
  - Jiangxi Isuzu (avec Jiangling)
  - Moteurs Qingling (avec Qingling)

- Groupe Tata (Inde)
  - Chery Jaguar Land Rover (avec Chery)

- Mazda (Japon)'
  - Changan Mazda (avec Changan)
  - (Défunt) Hainan Mazda (1992-2006, avec Haima)
  - (Défunt) FAW Car-Mazda (2005-2021, avec FAW, vendu à Changan)

- Suzuki (Japon)'
  - (Défunt) Changan Suzuki (1993-2018, avec Changan)

- Luxgen (Taïwan, Chine)
  - (Défunt) Luxgen (Dongfeng Yulon) (2010-2020, avec Do

## References
1. ↑  (en-US) « BYD, Niu Technologies-backed Niutron reportedly take over failed automaker Dorcen's plants », sur CnEVPost, 13 décembre 2021 (consulté le 13 décembre 2021)
2. ↑  (en-US) « Zhejiang Green Field Motor », sur China Car Forums (consulté le 16 septembre 2021)
3. ↑  « 绿野汽车成空壳 拖欠3亿元货款-盖世汽车资讯 », sur auto.gasgoo.com (consulté le 16 septembre 2021)
4. ↑  « Company profile-Fujian New Forta Automobile Industry Co.,Ltd. », sur www.forta.com.cn (consulté le 15 septembre 2021)
5. ↑  « Leapmotor’s buyout of New Forta said to for car manufacturing qualification », sur Gasgoo (consulté le 25 septembre 2021)
6. ↑  (en) « China Rolls Closer to Relaxed Ownership Rules for Foreign Electric-Car Makers », sur Caixin (consulté le 17 septembre 2023)
7. ↑  (en-GB) « Tesla to set up China plant without local partners », sur Nikkei Asia (consulté le 18 septembre 2023)
8. ↑  (en) « Stellantis Implements Asset-light Approach to Grow Jeep® Brand in China and Negotiates Termination of Local Joint Venture with GAC Group », sur www.media.stellantis.com (consulté le 18 juillet 2022)
9. ↑  (ja) « 三菱自動車 中国生産から撤退へ », sur Yahoo!ニュース (consulté le 27 septembre 2023)